# Carafa

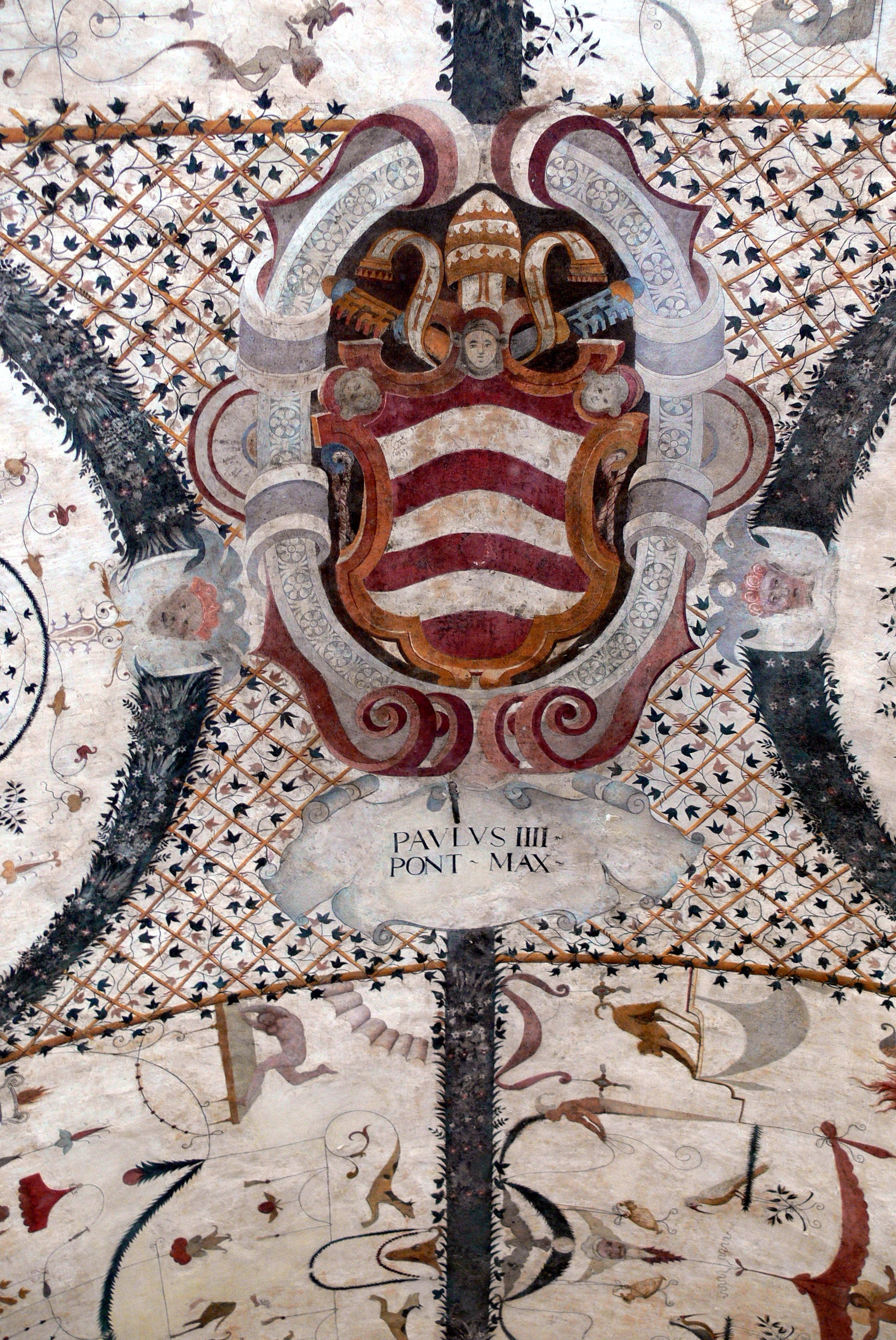
Stemma papale di Casa Carafa nel Palazzo dei Priori di Assisi

I Carafa (talvolta riportati anche come Caraffa o Carfora) sono una nobile e antica famiglia di origine napoletana.
Divisa in numerosi rami, i cui principali e più importanti sono i Carafa della Spina e i Carafa della Stadera, e decorata dei più alti titoli, raggiunse l'apice della sua potenza con l'elezione al soglio pontificio di Gian Pietro Carafa, papa con il nome di Paolo IV.

## Origini
Le origini dei Carafa sono incerte e si perdono nella leggenda.

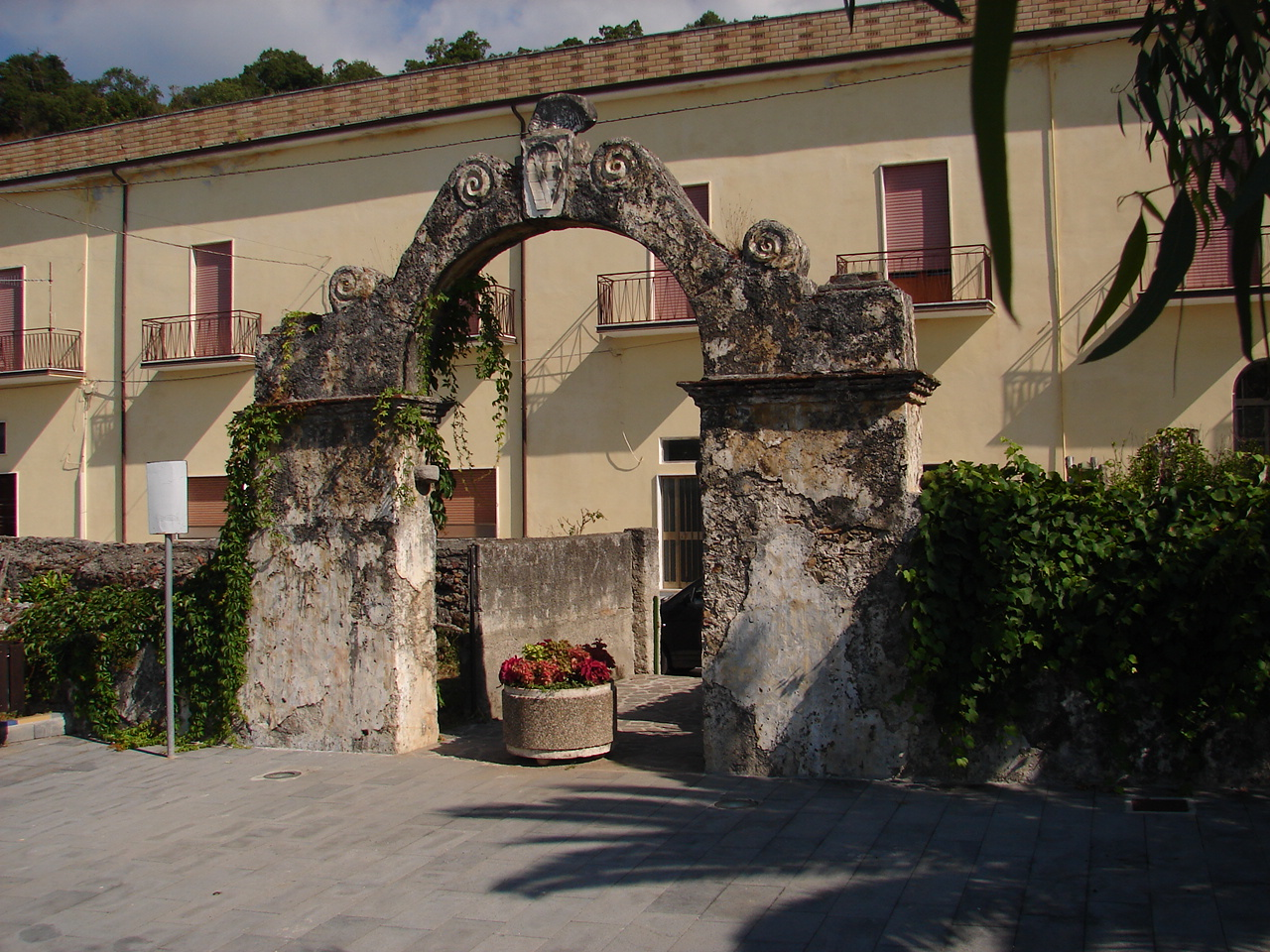
Arco dei Carafa della Spina a Ispani nella frazione di Capitello

Una tradizione sostiene che il capostipite sarebbe stato un nobile pisano dei Sismondi il quale avrebbe salvato la vita all'imperatore Enrico IV frapponendosi tra lui e la lama di un attentatore. Il sovrano, avendolo abbracciato, gli disse: "Cara fe m'è la vostra", da cui il cognome "Carafa". Passando tre dita sulla corazza insanguinata del fedele gentiluomo, l'imperatore venne a segnarvi tre bianche fasce: da qui lo stemma con tre fasce d'argento in campo rosso della famiglia. Altri raccontano diversamente l'episodio, identificando l'imperatore con Ottone I ed il gentiluomo con un cavaliere della casa Caracciolo.
Secondo un'ulteriore versione, la famiglia sarebbe stata di origine polacca o ungherese e stabilitasi in Italia attorno al 1000, tradusse il proprio cognome Korczak in "Carafa"
Altri studi propendono invece per una discendenza dei Carafa dal ramo dei Caracciolo detti "Rossi" (per distinguerli dai "Pisquizi" e dai "Cassano"), i quali furono soprannominati poi "Carafa" poiché, nel XIII secolo, erano concessionari di una tassa sul vino, comunemente detta appunto "campione della carafa". A questo proposito, lo Scandone sostiene che il capostipite fosse Gregorio Caracciolo, il cui figlio Tommaso è chiamato "de Caraffa" in un documento del 1269. Dallo stesso documento si viene a sapere che a Gregorio (già citato nel 1186) appartenevano vari feudi tra Napoli, Acerra e Aversa. A ciò si aggiunge l'epigrafe di Letizia, morta nel 1340 e vedova di Philippi. Caraczoli. dicti Carrafa. Sempre nel XIV secolo, fiorì a Napoli Bartolomeo Caracciolo detto Carafa (1300 circa – 7 dicembre 1362), nobile e diplomatico del Regno di Napoli, autore anche di una sintesi storica, la Breve Informazione e figlio di un padre omonimo. Anch'egli fu seppellito nella chiesa di San Domenico Maggiore di Napoli. Dalla stessa epoca, si ha notizia di un atto, custodito tra le pergamene della Certosa di San Martino di Napoli, nel quale Francesca Filomarino e il marito Nicola Caracciolo vendono a un certo Francesco Barbato, dell'Ordine dei frati minori e a un Bartholomeo Caracciolo Carafa (forse uno dei due già citati), un appezzamento fondiario in Casauria (Casoria), in località Pontone Sancti Martini.

## Carafa della Spina

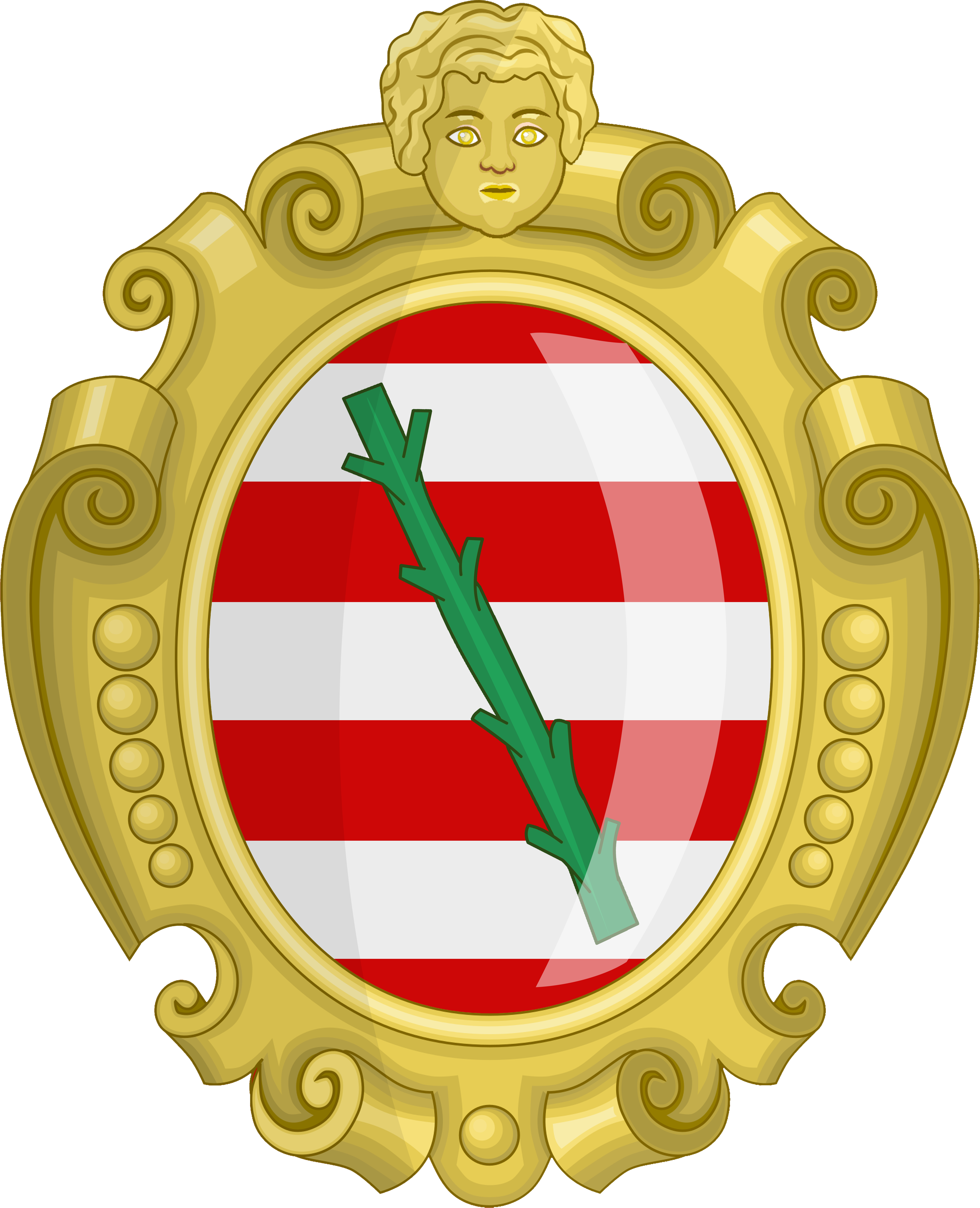
Stemma dei Carafa della Spina.
Blasonatura: Di rosso a tre fasce d'argento, con una spina di verde posta in banda ed attraversante il tutto.

Capostipite della famiglia Carafa della Spina fu Andrea, familiare della regina Giovanna I d'Angiò, il quale seguì Carlo III di Durazzo nella guerra d’Ungheria.
I rappresentanti del Casato ricoprirono le più alte cariche in campo civile, militare ed ecclesiastico sino ad arrivare al soglio pontificio.
Fu ascritta al Patriziato napoletano del Seggio di Nilo e, dopo la soppressione dei sedili (1800), fu iscritta nel Libro d'Oro napoletano.
Numerosi furono i feudi posseduti e furono insigniti di prestigiosi titoli, tra i quali:
- Barone di: Bianco (1629), Carreri (1629), Cerro, Forlì (1629), Petrella, Rionegro (1666), Ripalonga, Roccasicone, Rocchetta, San Nicola di Leporino, Torraca;
- Conte di: Arpaia (1605), Condojanni (1629), Conte palatino (1622), Cerro, Grotteria (1496), Policastro, Roccella (1522);
- Marchese di: Brancaleone, Tortorella, Castelvetere (1530) con annesso il Grandato di Spagna di prima classe (1581);
- Duca di: Bruzzano (1646), Forlì (1625), Montenero, Rapolla (1623), Traetto (1712);
- Principe di: Roccella (1594), Sacro Romano Impero (1563).

## Carafa della Stadera

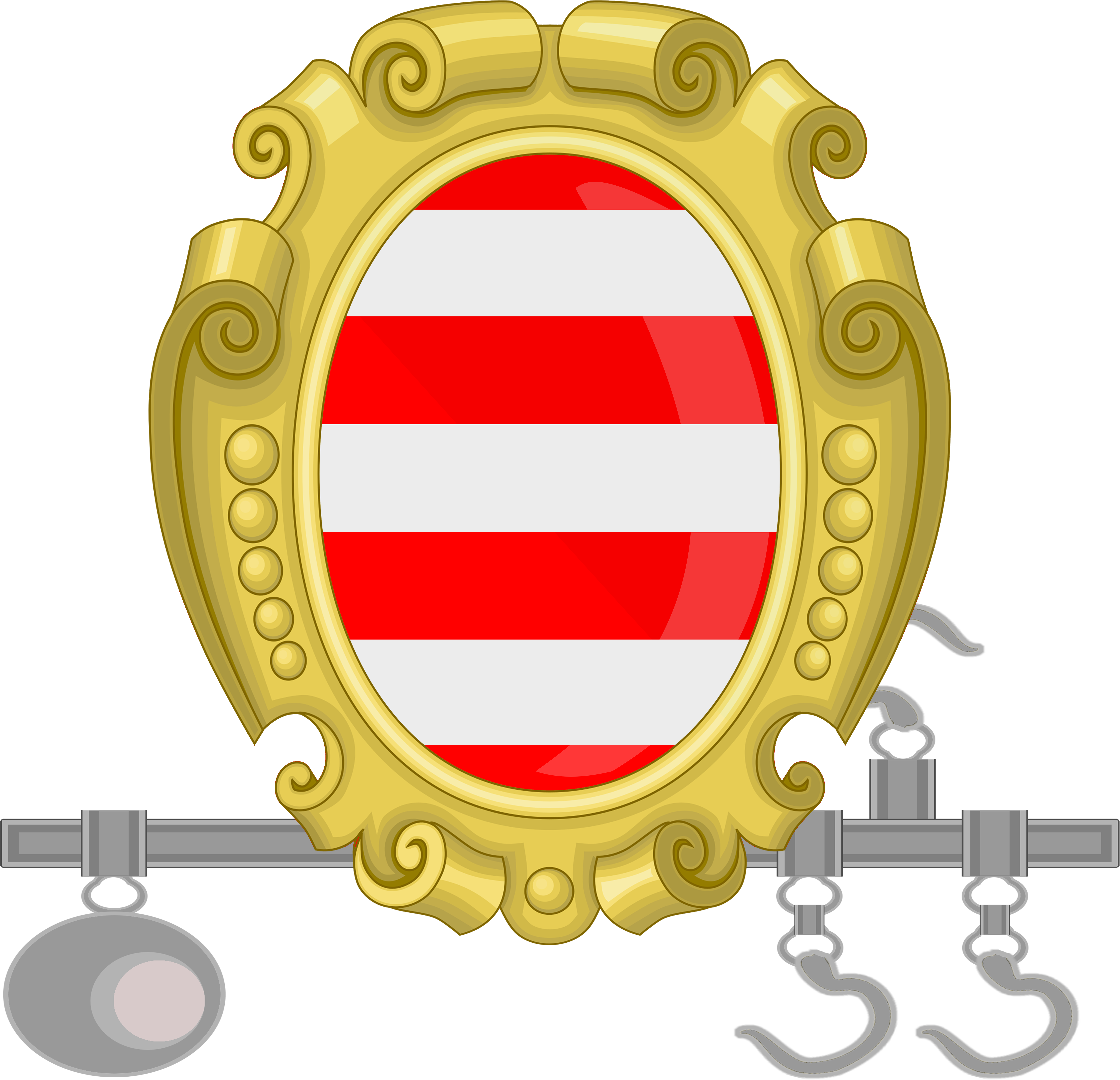
Stemma dei Carafa della Stadera.
Blasonatura: Di rosso a tre fasce d’argento, con una stadera di ferro al naturale al di fuori dello scudo.

Capostipite della famiglia Carafa della Stadera fu Tommaso, figlio di Bartolomeo.
Fu ascritta al Patriziato napoletano del Seggio di Nilo e, dopo la soppressione dei sedili (1800) fu iscritta nel Libro d'Oro napoletano.
Numerosi furono i feudi posseduti e furono insigniti di prestigiosi titoli, tra i quali:
- Barone di: Apricena, Binetto, Bonifati, Campolieto, Capriati, Civita Luparella, Colubrano, Girifalco (1506), Rocca d'Aspro, Rutigliano, Sant'Angelo a Scala, San Mauro, Sessola, Tortorella, Torraca, Trivigno, Tufara, Vallelonga;
- Conte di: Airola (1460), Cerreto, Fondi, Maddaloni (1465), Marigliano (1482), Montecalvo (1525), Morcone, Nocera (1521), Ruvo (1510), Soriano Calabro, Sant'Angelo a Scala, Santa Severina (1496), Terranova (1499);
- Marchese di: Anzi (1576), Baranello (1621), Bitetto (1595), Corato (1727), Montenero (1573), Montesardo, San Lucido, Tortorella (1710);
- Duca di: Alvito, Andria (1556), Ariano, Boiano, Campolieto (1608), Campora (1659), Cancellara, Castelnuovo (1630), Castel del Monte (1556), Cercemaggiore (1599), Frosolone (1674), Jelsi (1606),[5] Laurino (1591), Maddaloni, Maierà (1667), Mondragone, Nocera (1521), Noja (1600), Paliano (1566), Sant'Eramo (1568);
- Principe di: Anzi (1633; titolo passato sul feudo di Belvedere nel 1634), Avella (1709), Belvedere (1634), Chiusano (1637), Colobraro (1617), Pietrelcina (1725), Stigliano (1522), San Lorenzo (1654).

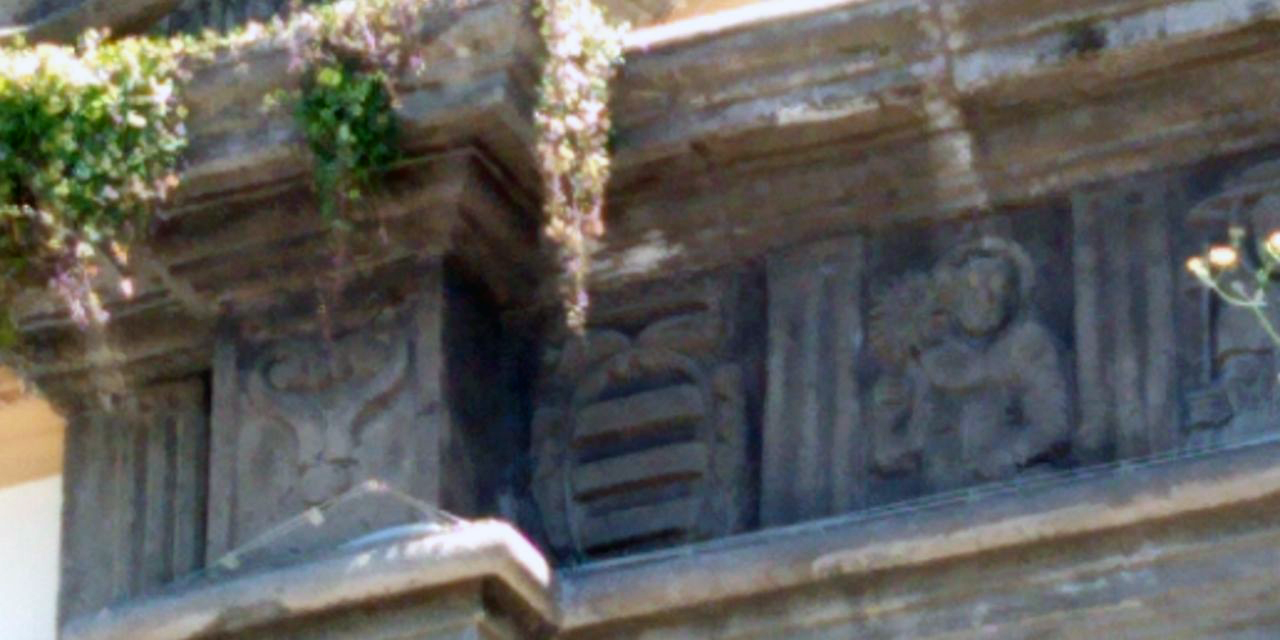
Stemma dei Carafa della Stadera, presso il portale del Convento di Santa Maria degli Angeli a Nocera Superiore

## Titoli nobiliari

### Principi
- Principe di Anzi[1]
- Principe di Avella[1]
- Principe di Belvedere[1]
- Principe di Chiusano[1][2]
- Principe di Colobraro[1]
- Principe di Pietrelcina[1]
- Principe di Roccella[2][4]
- Principe di Sepino[1]
- Principe di Stigliano[1][2]
- Principe di San Lorenzo[1]

### Duchi
- Duca di Alvito[1]
- Duca di Andria[1][2]
- Duca di Ariano[1]
- Duca di Boiano[1]
- Duca di Bruzzano[4]
- Duca di Campolieto[1]
- Duca di Campora[1]
- Duca di Cancellara[1]
- Duca di Castelnuovo[1]
- Duca di Castel del Monte[1]
- Duca di Cercemaggiore[1]
- Duca di Frosolone[1]
- Duca di Jelsi [18]
- Duca di Laurino[1]
- Duca di Maddaloni[1]
- Duca di Maierà[1]
- Duca di Mondragone[1]
- Duca di Montenero[4]
- Duca di Nocera[1][2]
- Duca di Noja[1]
- Duca di Paliano[1]
- Duca di Rapolla[4]
- Duca di Sant'Eramo[1]
- Duca di Traetto[4]

### Marchesi
- Marchese di Anzi[1]
- Marchese di Baranello[1]
- Marchese di Bitetto[1]
- Marchese di Brancaleone[4]
- Marchese di Castelvetere[4]
- Marchese di Corato[1]
- Marchese di Montebello[2]
- Marchese di Montenero[1][2]
- Marchese di Montesardo[1]
- Marchese di San Lucido[1]
- Marchese di Tortorella[1][4]

### Conti
- Conte di Airola[1]
- Conte di Arpaia[4]
- Conte di Cerreto[1]
- Conte di Condojanni[4]
- Conte di Fondi[1]
- Conte di Grotteria[4]
- Conte di Maddaloni[1][2]
- Conte di Marigliano[1]
- Conte di Montecalvo[1]
- Conte di Montorio[2]
- Conte di Morcone[1]
- Conte di Nocera[1]
- Conte di Policastro[2][4]
- Conte di Roccella[4]
- Conte di Ruvo[1][2]
- Conte di Soriano Calabro[1]
- Conte di Sant'Angelo a Scala[1]
- Conte di Santa Severina[1][2]
- Conte di Terranova[1]

### Baroni
- Barone di Apricena[1]
- Barone di Binetto[1]
- Barone di Bonifati[1]
- Barone di Campolieto[1]
- Barone di Capriati[1]
- Barone di Cerro[4]
- Barone di Civita Luparella[1]
- Barone di Colubrano[1]
- Barone di Girifalco[19][20]
- Barone di Petrella[4]
- Barone di Rocca d'Aspro[1]
- Barone di Rutigliano[1]
- Barone di Sant'Angelo a Scala[1]
- Barone di San Mauro[1]
- Barone di Sessola[1]
- Barone di Tortorella[1]
- Barone di Torraca[4]
- Barone di Trivigno[1]
- Barone di Tufara[1]
- Barone di Vallelonga[1]

### Signori
- Signore di Mariglianella[2]

## Principi della famiglia Carafa

### Principi della famiglia Carafa della Spina

#### Principi della Roccella
| N°                      | Nome (nascita–morte)                                 | In carica (dal–al)      | Matrimonio & Discendenza | Altri titoli/onorificenze | Annotazioni | Diritto di successione                                                                                                 | N.                      |
| Principi della Roccella | Principi della Roccella                              | Principi della Roccella | Principi della Roccella | Principi della Roccella | Principi della Roccella | Principi della Roccella                                                                                                | Principi della Roccella |
| ----------------------- | ---------------------------------------------------- | ----------------------- | --- | --- | --- | --- | ----------------------- |
| I                       | Don Fabrizio I Carafa (...–1629)                     | 24 marzo 1594           | Donna Giulia Tagliavia d'Aragona dei Principi di Castelvetrano 10 figli e 2 figlie | III Marchese di Castelvetere, IV Conte di Grotteria; Principe del Sacro Romano Impero, Conte Palatino, Patrizio Napoletano | Era appartenente al ramo cadetto dei Carafa dei Signori e Marchesi di Castelvetere, Signori della Roccella e Conti di Grotteria | Nessuno, fu il primo Principe                                                                                          |                         |
| I                       | Don Fabrizio I Carafa (...–1629)                     | 7 settembre 1629        | Donna Giulia Tagliavia d'Aragona dei Principi di Castelvetrano 10 figli e 2 figlie | III Marchese di Castelvetere, IV Conte di Grotteria; Principe del Sacro Romano Impero, Conte Palatino, Patrizio Napoletano | Era appartenente al ramo cadetto dei Carafa dei Signori e Marchesi di Castelvetere, Signori della Roccella e Conti di Grotteria | Nessuno, fu il primo Principe                                                                                          |                         |
| II                      | Don Girolamo II Carafa (1583–1652)                   | 7 settembre 1629        | Diana Vittori 9 figli e 7 figlie | IV Marchese di Castelvetere, V Conte di Grotteria, Conte di Condojanni, Barone di Bianco, Carreri e Pentina; Principe del Sacro Romano Impero, Conte Palatino, Patrizio Napoletano | | Figlio del precedente, Fabrizio I                                                                                      |                         |
| II                      | Don Girolamo II Carafa (1583–1652)                   | 22 ottobre 1652         | Diana Vittori 9 figli e 7 figlie | IV Marchese di Castelvetere, V Conte di Grotteria, Conte di Condojanni, Barone di Bianco, Carreri e Pentina; Principe del Sacro Romano Impero, Conte Palatino, Patrizio Napoletano | | Figlio del precedente, Fabrizio I                                                                                      |                         |
| III                     | Don Fabrizio II Carafa (1609–1671)                   | 22 ottobre 1652         | Donna Agata Branciforte dei Principi di Butera 5 figli e 6 figlie | V Marchese di Castelvetere, VI Conte di Grotteria, Conte di Condojanni, Barone di Bianco, Carreri e Pentina; Principe del Sacro Romano Impero, Conte Palatino, Patrizio Napoletano | | Figlio del precedente, Girolamo II                                                                                     |                         |
| III                     | Don Fabrizio II Carafa (1609–1671)                   | 24 marzo 1671           | Donna Agata Branciforte dei Principi di Butera 5 figli e 6 figlie | V Marchese di Castelvetere, VI Conte di Grotteria, Conte di Condojanni, Barone di Bianco, Carreri e Pentina; Principe del Sacro Romano Impero, Conte Palatino, Patrizio Napoletano | | Figlio del precedente, Girolamo II                                                                                     |                         |
| IV                      | Don Carlo Maria Carafa (1651–1695)                   | 24 marzo 1671           | Donna Isabella d'Avalos d'Aquino d'Aragona dei Principi di Isernia nessun figlio | VI Marchese di Castelvetere, VII Conte di Grotteria, Conte di Condojanni e Grassugliati; 5º Principe di Butera, Marchese di Militello e Licodia, 9º Conte di Mazzarino, Barone di Bianco, Carretti, Pentina, Dilicello, Lisano, Carrabba, Faino, Turco, Torcotto, Magaluffa, Milione, Delera, Castelluccio e Radali; Principe del Sacro Romano Impero, Conte Palatino, Patrizio Napoletano | | Figlio del precedente, Fabrizio II                                                                                     |                         |
| IV                      | Don Carlo Maria Carafa (1651–1695)                   | 1º giugno 1695          | Donna Isabella d'Avalos d'Aquino d'Aragona dei Principi di Isernia nessun figlio | VI Marchese di Castelvetere, VII Conte di Grotteria, Conte di Condojanni e Grassugliati; 5º Principe di Butera, Marchese di Militello e Licodia, 9º Conte di Mazzarino, Barone di Bianco, Carretti, Pentina, Dilicello, Lisano, Carrabba, Faino, Turco, Torcotto, Magaluffa, Milione, Delera, Castelluccio e Radali; Principe del Sacro Romano Impero, Conte Palatino, Patrizio Napoletano | | Figlio del precedente, Fabrizio II                                                                                     |                         |
| V                       | Donna Giulia Carafa (1653–1703)                      | 1º giugno 1695          | Don Federico Carafa dei Duchi di Bruzzano nessun figlio | VII Marchesa di Castelvetere, VIII Contessa di Grotteria | | Sorella del precedente, Carlo, e quindi figlia del principe Fabrizio II                                                |                         |
| V                       | Donna Giulia Carafa (1653–1703)                      | 4 dicembre 1703         | Don Federico Carafa dei Duchi di Bruzzano nessun figlio | VII Marchesa di Castelvetere, VIII Contessa di Grotteria | | Sorella del precedente, Carlo, e quindi figlia del principe Fabrizio II                                                |                         |
| VI                      | Don Vincenzo III Carafa (1660–1726)                  | 3 luglio 1707           | Donna Ippolita Cantelmo Stuart dei Principi di Pettorano e Duchi di Popoli 2 figli e 3 figlie                                                                                                   | III Duca di Bruzzano, II Marchese di Brancaleone; VIII Marchese di Castelvetere, IX Conte di Grotteria; Signore di Condojanni, Motta, Bruzzano e Siderno; Principe del Sacro Romano Impero, Conte Palatino, Patrizio Napoletano | | Figlio di Giuseppe, a sua volta figlio di Vincenzo II, a sua volta figlio di Fabrizio I, il 1º principe della Roccella |                         |
| VI                      | Don Vincenzo III Carafa (1660–1726)                  | 20 aprile 1726          | Donna Ippolita Cantelmo Stuart dei Principi di Pettorano e Duchi di Popoli 2 figli e 3 figlie                                                                                                   | III Duca di Bruzzano, II Marchese di Brancaleone; VIII Marchese di Castelvetere, IX Conte di Grotteria; Signore di Condojanni, Motta, Bruzzano e Siderno; Principe del Sacro Romano Impero, Conte Palatino, Patrizio Napoletano | | Figlio di Giuseppe, a sua volta figlio di Vincenzo II, a sua volta figlio di Fabrizio I, il 1º principe della Roccella |                         |
| VII                     | Don Gennaro I Carafa Cantelmo Stuart (1715–1767)     | 20 aprile 1726          | (1ª) Donna Silvia Ruffo dei Duchi di Bagnara 1 figlio e 1 figlia (2ª) Principessa Donna Teresa Carafa, VII duchessa di Fondi, XI duchessa di Chiusa e contessa di Policastro 7 figli e 4 figlie | IV Duca di Bruzzano, IX Marchese di Castelvetere, III Marchese di Brancaleone, X Conte di Grotteria, Signore di Condojanni, Motta, Bruzzano e Siderno; Principe del Sacro Romano Impero, Conte Palatino, Grande di Spagna di prima classe, Patrizio Napoletano | | Figlio del precedente, Vincenzo III                                                                                    |                         |
| VII                     | Don Gennaro I Carafa Cantelmo Stuart (1715–1767)     | 31 ottobre 1767         | (1ª) Donna Silvia Ruffo dei Duchi di Bagnara 1 figlio e 1 figlia (2ª) Principessa Donna Teresa Carafa, VII duchessa di Fondi, XI duchessa di Chiusa e contessa di Policastro 7 figli e 4 figlie | IV Duca di Bruzzano, IX Marchese di Castelvetere, III Marchese di Brancaleone, X Conte di Grotteria, Signore di Condojanni, Motta, Bruzzano e Siderno; Principe del Sacro Romano Impero, Conte Palatino, Grande di Spagna di prima classe, Patrizio Napoletano | | Figlio del precedente, Vincenzo III                                                                                    |                         |
| VIII                    | Don Vincenzo IV Carafa Cantelmo Stuart (1739–1814)   | 31 ottobre 1767         | Donna Livia Doria del Carretto dei Principi di Avella 3 figli e 5 figlie | V Duca di Bruzzano, X Marchese di Castelvetere, IV Marchese di Brancaleone, XI Conte di Grotteria, Signore di Condojanni, Motta, Bruzzano e Siderno; Principe del Sacro Romano Impero, Conte Palatino, Grande di Spagna di prima classe, Patrizio Napoletano | | Figlio del precedente, Gennaro I                                                                                       |                         |
| VIII                    | Don Vincenzo IV Carafa Cantelmo Stuart (1739–1814)   | 20 marzo 1814           | Donna Livia Doria del Carretto dei Principi di Avella 3 figli e 5 figlie | V Duca di Bruzzano, X Marchese di Castelvetere, IV Marchese di Brancaleone, XI Conte di Grotteria, Signore di Condojanni, Motta, Bruzzano e Siderno; Principe del Sacro Romano Impero, Conte Palatino, Grande di Spagna di prima classe, Patrizio Napoletano | | Figlio del precedente, Gennaro I                                                                                       |                         |
| IX                      | Don Gennaro Maria Carafa Cantelmo Stuart (1772–1851) | 20 marzo 1814           | Donna Maria Laura Carafa-Cantelmo-Stuart dei Principi della Roccella 2 figli e 1 figlia | VI Duca di Bruzzano, XI Marchese di Castelvetere, V Marchese di Brancaleone, XII Conte di Grotteria; Principe del Sacro Romano Impero, Conte Palatino, Grande di Spagna di prima classe, Patrizio Napoletano | | Figlio del precedente, Vincenzo IV                                                                                     |                         |
| IX                      | Don Gennaro Maria Carafa Cantelmo Stuart (1772–1851) | 10 novembre 1851        | Donna Maria Laura Carafa-Cantelmo-Stuart dei Principi della Roccella 2 figli e 1 figlia | VI Duca di Bruzzano, XI Marchese di Castelvetere, V Marchese di Brancaleone, XII Conte di Grotteria; Principe del Sacro Romano Impero, Conte Palatino, Grande di Spagna di prima classe, Patrizio Napoletano | | Figlio del precedente, Vincenzo IV                                                                                     |                         |
| X                       | Don Vincenzo V Carafa Cantelmo Stuart (1802–1879)    | 10 novembre 1851        | Donna Lucrezia Pignatelli dei Principi di Monteroduni 3 figli e 3 figlie | VII Duca di Bruzzano, XII Marchese di Castelvetere, VI Marchese di Brancaleone, XIII Conte di Grotteria; Principe del Sacro Romano Impero, Conte Palatino, Grande di Spagna di prima classe, Patrizio Napoletano | | Figlio del precedente, Gennaro Maria                                                                                   |                         |
| X                       | Don Vincenzo V Carafa Cantelmo Stuart (1802–1879)    | 18 luglio 1879          | Donna Lucrezia Pignatelli dei Principi di Monteroduni 3 figli e 3 figlie | VII Duca di Bruzzano, XII Marchese di Castelvetere, VI Marchese di Brancaleone, XIII Conte di Grotteria; Principe del Sacro Romano Impero, Conte Palatino, Grande di Spagna di prima classe, Patrizio Napoletano | | Figlio del precedente, Gennaro Maria                                                                                   |                         |
| XI                      | Don Gennaro Carafa Cantelmo Stuart (1833–1903)       | 23 dicembre 1900        | Donna Clotilde de' Medici di Ottajano nessun figlio | VIII Duca di Bruzzano, XIII Marchese di Castelvetere, VII Marchese di Brancaleone, XIV Conte di Grotteria; Principe del Sacro Romano Impero, Conte Palatino, Grande di Spagna di prima classe, Patrizio Napoletano | | Figlio del precedente, Vincenzo V                                                                                      |                         |
| XI                      | Don Gennaro Carafa Cantelmo Stuart (1833–1903)       | 24 luglio 1903          | Donna Clotilde de' Medici di Ottajano nessun figlio | VIII Duca di Bruzzano, XIII Marchese di Castelvetere, VII Marchese di Brancaleone, XIV Conte di Grotteria; Principe del Sacro Romano Impero, Conte Palatino, Grande di Spagna di prima classe, Patrizio Napoletano | | Figlio del precedente, Vincenzo V                                                                                      |                         |
| XII                     | Don Luigi Carafa Cantelmo Stuart (1837–1913)         | 24 luglio 1903          | Donna Maria Giuseppa Pignatelli della Leonessa dei Principi di Monteroduni 3 figli e 3 figlie                                                                                                   | IX Duca di Bruzzano, XIV Marchese di Castelvetere, VIII Marchese di Brancaleone, XV Conte di Grotteria; Principe del Sacro Romano Impero, Conte Palatino, Grande di Spagna di prima classe, Patrizio Napoletano | | Fratello del precedente, Gennaro, e quindi figlio del principe Vincenzo V                                              |                         |
| XII                     | Don Luigi Carafa Cantelmo Stuart (1837–1913)         | 7 maggio 1913           | Donna Maria Giuseppa Pignatelli della Leonessa dei Principi di Monteroduni 3 figli e 3 figlie                                                                                                   | IX Duca di Bruzzano, XIV Marchese di Castelvetere, VIII Marchese di Brancaleone, XV Conte di Grotteria; Principe del Sacro Romano Impero, Conte Palatino, Grande di Spagna di prima classe, Patrizio Napoletano | | Fratello del precedente, Gennaro, e quindi figlio del principe Vincenzo V                                              |                         |
| XIII                    | Don Vincenzo VI Carafa Cantelmo Stuart (1870–1918)   | 7 maggio 1913           | Donna Maria Assunta Colonna dei Principi di Summonte 3 figli e 1 figlia | X Duca di Bruzzano, XV Marchese di Castelvetere, IX Marchese di Brancaleone, XVI Conte di Grotteria; Principe del Sacro Romano Impero, Conte Palatino, Grande di Spagna di prima classe, Patrizio Napoletano | | Figlio del precedente, Luigi                                                                                           |                         |
| XIII                    | Don Vincenzo VI Carafa Cantelmo Stuart (1870–1918)   | 16 ottobre 1918         | Donna Maria Assunta Colonna dei Principi di Summonte 3 figli e 1 figlia | X Duca di Bruzzano, XV Marchese di Castelvetere, IX Marchese di Brancaleone, XVI Conte di Grotteria; Principe del Sacro Romano Impero, Conte Palatino, Grande di Spagna di prima classe, Patrizio Napoletano | | Figlio del precedente, Luigi                                                                                           |                         |
| XIV                     | Don Gennaro II Carafa Cantelmo Stuart (1905–1982)    | 16 ottobre 1918         | Nobile Sobilia Palmieri Nuti nessun figlio | XI Duca di Bruzzano, XVI Marchese di Castelvetere, X Marchese di Brancaleone, XVII Conte di Grotteria; Principe del Sacro Romano Impero, Conte Palatino, Grande di Spagna di prima classe, Patrizio Napoletano | | Figlio del precedente, Vincenzo VI                                                                                     |                         |
| XIV                     | Don Gennaro II Carafa Cantelmo Stuart (1905–1982)    | 30 maggio 1982          | Nobile Sobilia Palmieri Nuti nessun figlio | XI Duca di Bruzzano, XVI Marchese di Castelvetere, X Marchese di Brancaleone, XVII Conte di Grotteria; Principe del Sacro Romano Impero, Conte Palatino, Grande di Spagna di prima classe, Patrizio Napoletano | | Figlio del precedente, Vincenzo VI                                                                                     |                         |
| XV                      | Don Gregorio Carafa Cantelmo Stuart (1945–vivente)   | 30 maggio 1982          | Laura de Grenet 2 figlie | XII Duca di Bruzzano, XVII Marchese di Castelvetere, XI Marchese di Brancaleone, XVIII Conte di Grotteria; Principe del Sacro Romano Impero, Conte Palatino, Grande di Spagna di prima classe, Patrizio Napoletano | Ultimo erede diretto maschio legittimo, con lui si estinguerà il ramo dei Carafa della Roccella                                 | Nipote del precedente, Gennaro II. È figlio di Luigi, a sua volta figlio del principe Vincenzo VI                      |                         |
| XV                      | Don Gregorio Carafa Cantelmo Stuart (1945–vivente)   | in carica               | Laura de Grenet 2 figlie | XII Duca di Bruzzano, XVII Marchese di Castelvetere, XI Marchese di Brancaleone, XVIII Conte di Grotteria; Principe del Sacro Romano Impero, Conte Palatino, Grande di Spagna di prima classe, Patrizio Napoletano | Ultimo erede diretto maschio legittimo, con lui si estinguerà il ramo dei Carafa della Roccella                                 | Nipote del precedente, Gennaro II. È figlio di Luigi, a sua volta figlio del principe Vincenzo VI                      |                         |

### Principi della famiglia Carafa della Stadera

#### Principi di Anzi
| N°               | Nome (nascita–morte)           | In carica (dal–al) | Matrimonio & Discendenza                                 | Altri titoli/onorificenze                                 | Annotazioni | Diritto di successione        | N.               |
| Principi di Anzi | Principi di Anzi               | Principi di Anzi   | Principi di Anzi                                         | Principi di Anzi                                          | Principi di Anzi | Principi di Anzi              | Principi di Anzi |
| ---------------- | ------------------------------ | ------------------ | -------------------------------------------------------- | --------------------------------------------------------- | --- | ----------------------------- | ---------------- |
| I                | Don Ottavio Carafa (1589–1652) | 13 novembre 1633   | (1ª) Donna Caterina Carafa (2ª) Donna Porzia Sanseverino | IV Marchese di Rocca di Cinquemiglia, Patrizio Napoletano | 1º Principe di Anzi con Privilegio dato a Madrid il 13 novembre 1633, ma in seguito appoggia il titolo sul feudo di Belvedere il 30 luglio 1634 | Nessuno, fu il primo Principe |                  |
| I                | Don Ottavio Carafa (1589–1652) | 30 luglio 1634     | (1ª) Donna Caterina Carafa (2ª) Donna Porzia Sanseverino | IV Marchese di Rocca di Cinquemiglia, Patrizio Napoletano | 1º Principe di Anzi con Privilegio dato a Madrid il 13 novembre 1633, ma in seguito appoggia il titolo sul feudo di Belvedere il 30 luglio 1634 | Nessuno, fu il primo Principe |                  |

#### Principi di Avella
| N°                 | Nome (nascita–morte)                    | In carica (dal–al)              | Matrimonio & Discendenza                 | Altri titoli/onorificenze | Annotazioni | Diritto di successione        | N.                 |
| Principi di Avella | Principi di Avella                      | Principi di Avella              | Principi di Avella                       | Principi di Avella        | Principi di Avella | Principi di Avella            | Principi di Avella |
| ------------------ | --------------------------------------- | ------------------------------- | ---------------------------------------- | ------------------------- | --- | ----------------------------- | ------------------ |
| I                  | Don Girolamo Malizia Carafa (1647–1723) | 20 marzo 1709                   |                                          | Patrizio Napoletano       | | Nessuno, fu il primo Principe |                    |
| I                  | Don Girolamo Malizia Carafa (1647–1723) | 2 agosto 1723                   |                                          | Patrizio Napoletano       | | Nessuno, fu il primo Principe |                    |
| II                 | Don Giuseppe Carafa (c.1686–c.1729)     | 2 agosto 1723                   | Anna Elisabetta Contessa von Oppersdorff | Patrizio Napoletano       | Figlio illegittimo, legittimato il 20 aprile 1709 con Privilegio del re Carlo III di Spagna, re di Napoli come Carlo VII  |                               |                    |
| II                 | Don Giuseppe Carafa (c.1686–c.1729)     | ??? (testamento: 2 aprile 1729) | Anna Elisabetta Contessa von Oppersdorff | Patrizio Napoletano       | Figlio illegittimo, legittimato il 20 aprile 1709 con Privilegio del re Carlo III di Spagna, re di Napoli come Carlo VII  |                               |                    |
| III                | Don Carlo Malizia Carafa (1725–1780)    | 23 aprile 1767                  | Maria Teresa d'Hemricourt                | Patrizio Napoletano       | Perse il titolo principesco alla caduta dell'imperatore Carlo VI, re di Napoli, in quanto era fedele al governo austriaco |                               |                    |
| III                | Don Carlo Malizia Carafa (1725–1780)    | ???                             | Maria Teresa d'Hemricourt                | Patrizio Napoletano       | Perse il titolo principesco alla caduta dell'imperatore Carlo VI, re di Napoli, in quanto era fedele al governo austriaco |                               |                    |

#### Principi di Belvedere
| N°                    | Nome (nascita–morte)                   | In carica (dal–al)                                   | Matrimonio & Discendenza                                                                              | Altri titoli/onorificenze | Annotazioni | Diritto di successione        | N.                    |
| Principi di Belvedere | Principi di Belvedere                  | Principi di Belvedere                                | Principi di Belvedere                                                                                 | Principi di Belvedere | Principi di Belvedere | Principi di Belvedere         | Principi di Belvedere |
| --------------------- | -------------------------------------- | ---------------------------------------------------- | --- | --- | --- | ----------------------------- | --------------------- |
| I                     | Don Ottavio Carafa (1589–1652)         | 30 luglio 1634                                       | (1ª) Donna Caterina Carafa (2ª) Donna Porzia Sanseverino                                              | IV Marchese di Roccacinquemiglia; Patrizio Napoletano                                                                            | Già 1º Principe di Anzi con Privilegio dato a Madrid il 13 novembre 1633, ma in seguito appoggia il titolo sul feudo di Belvedere il 30 luglio 1634 | Nessuno, fu il primo Principe |                       |
| I                     | Don Ottavio Carafa (1589–1652)         | 18 dicembre 1652                                     | (1ª) Donna Caterina Carafa (2ª) Donna Porzia Sanseverino                                              | IV Marchese di Roccacinquemiglia; Patrizio Napoletano                                                                            | Già 1º Principe di Anzi con Privilegio dato a Madrid il 13 novembre 1633, ma in seguito appoggia il titolo sul feudo di Belvedere il 30 luglio 1634 | Nessuno, fu il primo Principe |                       |
| II                    | Don Francesco Maria Carafa (...–1711)  | 18 dicembre 1652                                     | (1ª) Silvia di Somma (2ª) Donna Giovanna Oliva Grimaldi                                               | V Marchese di Anzi, V Marchese di Roccacinquemiglia, Barone di Gallicchio e Missanello, Signore di Trivigno; Patrizio Napoletano | |                               |                       |
| II                    | Don Francesco Maria Carafa (...–1711)  | 1695 (refuta in favore del figlio con Regio Assenso) | (1ª) Silvia di Somma (2ª) Donna Giovanna Oliva Grimaldi                                               | V Marchese di Anzi, V Marchese di Roccacinquemiglia, Barone di Gallicchio e Missanello, Signore di Trivigno; Patrizio Napoletano | |                               |                       |
| III                   | Don Carlo Carafa (1674–1706)           | 1695                                                 | Elisabetta van den Eynde, baronessa di Gallicchio e Missanello (per concessione del suocero nel 1689) | VI Marchese di Anzi e Signore di Trivigno; Patrizio Napoletano                                                                   | |                               |                       |
| III                   | Don Carlo Carafa (1674–1706)           | 12 ottobre 1706                                      | Elisabetta van den Eynde, baronessa di Gallicchio e Missanello (per concessione del suocero nel 1689) | VI Marchese di Anzi e Signore di Trivigno; Patrizio Napoletano                                                                   | |                               |                       |
| IV                    | Don Francesco Maria Carafa (1696–1773) | 12 ottobre 1706                                      | Principessa Francesca Cecilia Boncompagni Ludovisi                                                    | VII Marchese di Anzi; Barone di Trivigno, di Bonifati e Mottafollone con San Sosti; Patrizio Napoletano                          | |                               |                       |
| IV                    | Don Francesco Maria Carafa (1696–1773) | 16 agosto 1773                                       | Principessa Francesca Cecilia Boncompagni Ludovisi                                                    | VII Marchese di Anzi; Barone di Trivigno, di Bonifati e Mottafollone con San Sosti; Patrizio Napoletano                          | |                               |                       |
| V                     | Don Carlo Carafa (1724–1788)           | 16 agosto 1773                                       | Donna Maria Giulia Caracciolo                                                                         | VIII Marchese di Anzi; Barone di Trivigno, di Bonifati e Mottafollone con San Sosti; Patrizio Napoletano                         | |                               |                       |
| V                     | Don Carlo Carafa (1724–1788)           | 29 giugno 1788                                       | Donna Maria Giulia Caracciolo                                                                         | VIII Marchese di Anzi; Barone di Trivigno, di Bonifati e Mottafollone con San Sosti; Patrizio Napoletano                         | |                               |                       |
| VI                    | Don Francesco Carafa (1760–1805)       | 29 giugno 1788                                       | | IX Marchese di Anzi; Barone di Bonifati e Mottafollone con San Sosti; Patrizio Napoletano                                        | |                               |                       |
| VI                    | Don Francesco Carafa (1760–1805)       | 2 marzo 1805                                         | | IX Marchese di Anzi; Barone di Bonifati e Mottafollone con San Sosti; Patrizio Napoletano                                        | |                               |                       |
| VII                   | Don Marino Carafa (1764–1830)          | 2 marzo 1805                                         | Donna Marianna Gaetani dell'Aquila d'Aragona                                                          | X Marchese di Anzi (i titoli minori spariscono con l'eversione dei feudi nel 1806); Patrizio Napoletano                          | Già Cardinale di Santa Romana Chiesa, rinuncia alla carriera ecclesiastica per succedere al fratello Francesco                                      |                               |                       |
| VII                   | Don Marino Carafa (1764–1830)          | 5 aprile 1830                                        | Donna Marianna Gaetani dell'Aquila d'Aragona                                                          | X Marchese di Anzi (i titoli minori spariscono con l'eversione dei feudi nel 1806); Patrizio Napoletano                          | Già Cardinale di Santa Romana Chiesa, rinuncia alla carriera ecclesiastica per succedere al fratello Francesco                                      |                               |                       |
| VIII                  | Don Carlo Carafa (1811–1832)           | 5 aprile 1830                                        | | XI Marchese di Anzi; Patrizio Napoletano                                                                                         | |                               |                       |
| VIII                  | Don Carlo Carafa (1811–1832)           | 2 ottobre 1832                                       | | XI Marchese di Anzi; Patrizio Napoletano                                                                                         | |                               |                       |
| IX                    | Donna Giulia Carafa (1809–1871)        | 2 ottobre 1832                                       | Don Filippo Saluzzo, VI duca di Corigliano                                                            | XII Marchesa di Anzi | |                               |                       |
| IX                    | Donna Giulia Carafa (1809–1871)        | 21 aprile 1871                                       | Don Filippo Saluzzo, VI duca di Corigliano                                                            | XII Marchesa di Anzi | |                               |                       |

#### Principi di Chiusano
| N°                   | Nome (nascita–morte)            | In carica (dal–al)                                                             | Matrimonio & Discendenza                                     | Altri titoli/onorifocenze                               | Annotazioni | Diritto di successione        | N.                   |
| Principi di Chiusano | Principi di Chiusano            | Principi di Chiusano                                                           | Principi di Chiusano                                         | Principi di Chiusano                                    | Principi di Chiusano | Principi di Chiusano          | Principi di Chiusano |
| -------------------- | ------------------------------- | ------------------------------------------------------------------------------ | ------------------------------------------------------------ | ------------------------------------------------------- | --- | ----------------------------- | -------------------- |
| I                    | Don Tiberio Carafa (1614–1667)  | 27 luglio 1637 con Privilegio da Madrid (esecutivo a Napoli dal 3 luglio 1638) | Donna Cristina Carafa                                        | Signore di Regino; Patrizio Napoletano                  | | Nessuno, fu il primo Principe |                      |
| I                    | Don Tiberio Carafa (1614–1667)  | 23 aprile 1667                                                                 | Donna Cristina Carafa                                        | Signore di Regino; Patrizio Napoletano                  | | Nessuno, fu il primo Principe |                      |
| II                   | Don Fabrizio Carafa (1638–1667) | 23 aprile 1667                                                                 | Donna Beatrice della Leonessa                                | Signore di Regino e di Paternopoli; Patrizio Napoletano | |                               |                      |
| II                   | Don Fabrizio Carafa (1638–1667) | 18 febbraio 1711                                                               | Donna Beatrice della Leonessa                                | Signore di Regino e di Paternopoli; Patrizio Napoletano | |                               |                      |
| III                  | Don Tiberio Carafa (1665–1742)  | 18 febbraio 1711                                                               | (1ª) Donna Giovanna Carafa (2ª) Donna Maria Giuseppa Pinelli | Signore di Paternopoli; Patrizio Napoletano             | Partecipò alla fallita congiura di Macchia e i suoi titoli vennero confiscati. Dopo la sua morte, i fratelli ancora in vita rinunciarono alla successione. |                               |                      |
| III                  | Don Tiberio Carafa (1665–1742)  | ??? (principe titolarmente fino alla morte)                                    | (1ª) Donna Giovanna Carafa (2ª) Donna Maria Giuseppa Pinelli | Signore di Paternopoli; Patrizio Napoletano             | Partecipò alla fallita congiura di Macchia e i suoi titoli vennero confiscati. Dopo la sua morte, i fratelli ancora in vita rinunciarono alla successione. |                               |                      |

#### Principi di Pietrelcina
| N°                      | Nome (nascita–morte)             | In carica (dal–al)      | Matrimonio & Discendenza  | Altri titoli/onorifocenze                                           | Annotazioni             | Diritto di successione        | N.                      |
| Principi di Pietrelcina | Principi di Pietrelcina          | Principi di Pietrelcina | Principi di Pietrelcina   | Principi di Pietrelcina                                             | Principi di Pietrelcina | Principi di Pietrelcina       | Principi di Pietrelcina |
| ----------------------- | -------------------------------- | ----------------------- | ------------------------- | ------------------------------------------------------------------- | ----------------------- | ----------------------------- | ----------------------- |
| I                       | Don Francesco Carafa (1689–1768) | 9 gennaio 1725          | Donna Ippolita Caracciolo | IV Duca di Campora e II Duca di Jelsi dal 1759; Patrizio Napoletano |                         | Nessuno, fu il primo Principe |                         |
| I                       | Don Francesco Carafa (1689–1768) | 9 gennaio 1768          | Donna Ippolita Caracciolo | IV Duca di Campora e II Duca di Jelsi dal 1759; Patrizio Napoletano |                         | Nessuno, fu il primo Principe |                         |

#### Principi di Sepino
| N°                 | Nome (nascita–morte)             | In carica (dal–al) | Matrimonio & Discendenza                          | Altri titoli/onorifocenze              | Annotazioni                    | Diritto di successione        | N.                 |
| Principi di Sepino | Principi di Sepino               | Principi di Sepino | Principi di Sepino                                | Principi di Sepino                     | Principi di Sepino             | Principi di Sepino            | Principi di Sepino |
| ------------------ | -------------------------------- | ------------------ | ------------------------------------------------- | -------------------------------------- | ------------------------------ | ----------------------------- | ------------------ |
| I                  | Don Francesco Carafa (...–1639)  | 29 ottobre 1627    | (1ª) Beatrice Caracciolo (2ª) Lucrezia Caracciolo | Barone di Binetto; Patrizio Napoletano | Già Signore di Sepino dal 1596 | Nessuno, fu il primo Principe |                    |
| I                  | Don Francesco Carafa (...–1639)  | 19 luglio 1639     | (1ª) Beatrice Caracciolo (2ª) Lucrezia Caracciolo | Barone di Binetto; Patrizio Napoletano | Già Signore di Sepino dal 1596 | Nessuno, fu il primo Principe |                    |
| II                 | Donna Delizia Carafa (1618–1656) | 19 luglio 1639     | Don Carlo della Leonessa, II duca di San Martino  |                                        |                                |                               |                    |
| II                 | Donna Delizia Carafa (1618–1656) | 28 agosto 1656     | Don Carlo della Leonessa, II duca di San Martino  |                                        |                                |                               |                    |

#### Principi di Stigliano
| N° | Nome (nascita–morte) | In carica (dal–al) | Matrimonio & Discendenza | Altri titoli/onorifocenze | Annotazioni | Diritto di successione | N. | |
| Principi di Stigliano | Principi di Stigliano | Principi di Stigliano | Principi di Stigliano | Principi di Stigliano | Principi di Stigliano | Principi di Stigliano | Principi di Stigliano | |
| Don Antonio I Carafa della Stadera fu un ricco feudatario, possessore dei territori di Mondragone , Castelnuovo , San Lorenzo , Laviano , Castelgrande , Rapone , Alianello , Sant'Arcangelo , Roccanova , Stigliano , Accettura , Gorgoglione e Guardia . Già creato 1º Duca di Mondragone con Privilegio datato Barcellona 9 aprile 1519 (esecutivo: Napoli 27 ottobre 1519), fu anche creato 1º Principe di Stigliano con Privilegio datato 21 giugno 1522 .                                                                                       | Don Antonio I Carafa della Stadera fu un ricco feudatario, possessore dei territori di Mondragone , Castelnuovo , San Lorenzo , Laviano , Castelgrande , Rapone , Alianello , Sant'Arcangelo , Roccanova , Stigliano , Accettura , Gorgoglione e Guardia . Già creato 1º Duca di Mondragone con Privilegio datato Barcellona 9 aprile 1519 (esecutivo: Napoli 27 ottobre 1519), fu anche creato 1º Principe di Stigliano con Privilegio datato 21 giugno 1522 . | Don Antonio I Carafa della Stadera fu un ricco feudatario, possessore dei territori di Mondragone , Castelnuovo , San Lorenzo , Laviano , Castelgrande , Rapone , Alianello , Sant'Arcangelo , Roccanova , Stigliano , Accettura , Gorgoglione e Guardia . Già creato 1º Duca di Mondragone con Privilegio datato Barcellona 9 aprile 1519 (esecutivo: Napoli 27 ottobre 1519), fu anche creato 1º Principe di Stigliano con Privilegio datato 21 giugno 1522 . | Don Antonio I Carafa della Stadera fu un ricco feudatario, possessore dei territori di Mondragone , Castelnuovo , San Lorenzo , Laviano , Castelgrande , Rapone , Alianello , Sant'Arcangelo , Roccanova , Stigliano , Accettura , Gorgoglione e Guardia . Già creato 1º Duca di Mondragone con Privilegio datato Barcellona 9 aprile 1519 (esecutivo: Napoli 27 ottobre 1519), fu anche creato 1º Principe di Stigliano con Privilegio datato 21 giugno 1522 . | Don Antonio I Carafa della Stadera fu un ricco feudatario, possessore dei territori di Mondragone , Castelnuovo , San Lorenzo , Laviano , Castelgrande , Rapone , Alianello , Sant'Arcangelo , Roccanova , Stigliano , Accettura , Gorgoglione e Guardia . Già creato 1º Duca di Mondragone con Privilegio datato Barcellona 9 aprile 1519 (esecutivo: Napoli 27 ottobre 1519), fu anche creato 1º Principe di Stigliano con Privilegio datato 21 giugno 1522 . | Don Antonio I Carafa della Stadera fu un ricco feudatario, possessore dei territori di Mondragone , Castelnuovo , San Lorenzo , Laviano , Castelgrande , Rapone , Alianello , Sant'Arcangelo , Roccanova , Stigliano , Accettura , Gorgoglione e Guardia . Già creato 1º Duca di Mondragone con Privilegio datato Barcellona 9 aprile 1519 (esecutivo: Napoli 27 ottobre 1519), fu anche creato 1º Principe di Stigliano con Privilegio datato 21 giugno 1522 . | Don Antonio I Carafa della Stadera fu un ricco feudatario, possessore dei territori di Mondragone , Castelnuovo , San Lorenzo , Laviano , Castelgrande , Rapone , Alianello , Sant'Arcangelo , Roccanova , Stigliano , Accettura , Gorgoglione e Guardia . Già creato 1º Duca di Mondragone con Privilegio datato Barcellona 9 aprile 1519 (esecutivo: Napoli 27 ottobre 1519), fu anche creato 1º Principe di Stigliano con Privilegio datato 21 giugno 1522 . | Don Antonio I Carafa della Stadera fu un ricco feudatario, possessore dei territori di Mondragone , Castelnuovo , San Lorenzo , Laviano , Castelgrande , Rapone , Alianello , Sant'Arcangelo , Roccanova , Stigliano , Accettura , Gorgoglione e Guardia . Già creato 1º Duca di Mondragone con Privilegio datato Barcellona 9 aprile 1519 (esecutivo: Napoli 27 ottobre 1519), fu anche creato 1º Principe di Stigliano con Privilegio datato 21 giugno 1522 . | Don Antonio I Carafa della Stadera fu un ricco feudatario, possessore dei territori di Mondragone , Castelnuovo , San Lorenzo , Laviano , Castelgrande , Rapone , Alianello , Sant'Arcangelo , Roccanova , Stigliano , Accettura , Gorgoglione e Guardia . Già creato 1º Duca di Mondragone con Privilegio datato Barcellona 9 aprile 1519 (esecutivo: Napoli 27 ottobre 1519), fu anche creato 1º Principe di Stigliano con Privilegio datato 21 giugno 1522 . |
| --- | --- | --- | --- | --- | --- | --- | --- | --- |
| I | Don Antonio I Carafa della Stadera (...–1528) | 21 giugno 1522 | Donna Ippolita di Capua dei Conti di Altavilla 5 figli e 3 figlie | Già Signore di Mondragone da prima del 1479, nel 1519 venne creato 1º Duca di Mondragone; Patrizio Napoletano | | Nessuno, fu il primo Principe | | |
| I | Don Antonio I Carafa della Stadera (...–1528) | 27 giugno 1528 | Donna Ippolita di Capua dei Conti di Altavilla 5 figli e 3 figlie | Già Signore di Mondragone da prima del 1479, nel 1519 venne creato 1º Duca di Mondragone; Patrizio Napoletano | | Nessuno, fu il primo Principe | | |
| II | Don Luigi I Carafa della Stadera (1511–1576) | 27 giugno 1528 | (1ª) Donna Clarice Orsini dei Signori di Bracciano 1 figlio (2ª) Donna Lucrezia del Tufo dei Marchesi di Lavello 1 figlio e 1 figlia | II Duca di Mondragone; Signore di molti feudi; Patrizio Napoletano | | Figlio del precedente, Antonio | [ 21 ] | |
| II | Don Luigi I Carafa della Stadera (1511–1576) | 17 luglio 1576 | (1ª) Donna Clarice Orsini dei Signori di Bracciano 1 figlio (2ª) Donna Lucrezia del Tufo dei Marchesi di Lavello 1 figlio e 1 figlia | II Duca di Mondragone; Signore di molti feudi; Patrizio Napoletano | | Figlio del precedente, Antonio | [ 21 ] | |
| III | Don Antonio II Carafa della Stadera (1542–1578) | 17 luglio 1576 | (1ª) Donna Ippolita Gonzaga dei Conti di Guastalla 1 figlia (2ª) Donna Giovanna Colonna dei Principi di Paliano 2 figli | III Duca di Mondragone; Signore di molti feudi; Patrizio Napoletano; Grande di Spagna di prima classe | | Figlio del precedente, Luigi | | |
| III | Don Antonio II Carafa della Stadera (1542–1578) | 14 agosto 1578 | (1ª) Donna Ippolita Gonzaga dei Conti di Guastalla 1 figlia (2ª) Donna Giovanna Colonna dei Principi di Paliano 2 figli | III Duca di Mondragone; Signore di molti feudi; Patrizio Napoletano; Grande di Spagna di prima classe | | Figlio del precedente, Luigi | | |
| IV | Don Luigi II Carafa della Stadera (1567–1630) | 14 agosto 1578 | Donna Isabella Gonzaga, duchessa sovrana di Sabbioneta, duchessa di Traetto, contessa di Fondi, baronessa di Caramanico, signora di molti feudi 1 figlio | IV Duca di Mondragone, Duca titolare di Sabbioneta, Duca di Traetto; Conte di Fondi; Barone di Calotone, Piadena e Spineda; Signore di molti feudi; Patrizio Napoletano; Grande di Spagna di prima classe | | Figlio del precedente, Antonio | | |
| IV | Don Luigi II Carafa della Stadera (1567–1630) | 22 gennaio 1630 | Donna Isabella Gonzaga, duchessa sovrana di Sabbioneta, duchessa di Traetto, contessa di Fondi, baronessa di Caramanico, signora di molti feudi 1 figlio | IV Duca di Mondragone, Duca titolare di Sabbioneta, Duca di Traetto; Conte di Fondi; Barone di Calotone, Piadena e Spineda; Signore di molti feudi; Patrizio Napoletano; Grande di Spagna di prima classe | | Figlio del precedente, Antonio | | |
| V | Donna Anna Carafa della Stadera (1607–1644) | 1637 | Don Ramiro Felipe Núñez de Guzmán, II duca di Medina de las Torres, II marchese di Toral, e viceré di Napoli 3 figli | VI Duchessa di Mondragone, Duchessa di Traetto; Contessa di Fondi; Baronessa di Calotone, Piadena e Spineda; Signora di molti feudi | Per matrimonio: Duchessa consorte di Medina de las Torres; Marchesa consorte di Toral; Viceregina consorte di Napoli | Nipote del precedente, Luigi. Era figlia di Antonio Carafa della Stadera, V duca di Mondragone e unico figlio di Luigi. | | |
| V | Donna Anna Carafa della Stadera (1607–1644) | 24 ottobre 1644 | Don Ramiro Felipe Núñez de Guzmán, II duca di Medina de las Torres, II marchese di Toral, e viceré di Napoli 3 figli | VI Duchessa di Mondragone, Duchessa di Traetto; Contessa di Fondi; Baronessa di Calotone, Piadena e Spineda; Signora di molti feudi | Per matrimonio: Duchessa consorte di Medina de las Torres; Marchesa consorte di Toral; Viceregina consorte di Napoli | Nipote del precedente, Luigi. Era figlia di Antonio Carafa della Stadera, V duca di Mondragone e unico figlio di Luigi. | | |
| Alla morte dell'ultima esponente e principessa della famiglia Carafa di Stigliano, i suoi titoli passarono al figlio primogenito Nicolás María de Guzmán y Carafa , III duca di Medina de las Torres e III marchese di Toral , che tuttavia morì privo di eredi. Così il feudo di Stigliano tornò prima alla Corona di Napoli e poi divenne proprietà di un ramo della potente famiglia Colonna , quello dei Principi di Sonnino , che nel 1796 spostarono il proprio titolo principesco da Sonnino a Stigliano, titolo di cui tutt'oggi si fregiano. | | | | | | | | |

## Duchi della famiglia Carafa

### Duchi di Andria
| N° | Prefisso | Nome                  | Nascita          | In carica                                                       | In carica                        | Morte                            | Consorte/i                                                                          | Altri titoli | Titoli onorifici | Note |
| N° | Prefisso | Nome                  | Nascita          | Dal                                                             | Al                               | Morte                            | Consorte/i                                                                          | Altri titoli | Titoli onorifici | Note |
| -- | -------- | --------------------- | ---------------- | --------------------------------------------------------------- | -------------------------------- | -------------------------------- | ----------------------------------------------------------------------------------- | --- | --- | --- |
| 1  |          | Antonio Carafa        | Luglio 1541      | 22 febbraio 1556                                                | 2 dicembre 1565                  | 2 dicembre 1565                  | Andreanna Carafa                                                                    | 4º Conte di Ruvo dal 1554 | Patrizio Napoletano | |
| 2  | Don      | Fabrizio Carafa       | ...              | 2 dicembre 1565                                                 | 16/26 ottobre 1590 (assassinato) | 16/26 ottobre 1590 (assassinato) | Donna Maria Carafa                                                                  | 5º Conte di Ruvo | Patrizio Napoletano | |
| 3  | Don      | Antonio Carafa        | 1583 circa       | 16/26 ottobre 1590                                              | 27 novembre 1621                 | 27 novembre 1621                 | Francesca de Lannoy                                                                 | 6º Conte di Ruvo dal 1590; Duca di Boiano, Barone di Capriati, Signore di Ciorlano, Santa Maria di Oliveto, Fossaceca e Capriati per eredità della moglie | Patrizio Napoletano | |
| 4  | Don      | Fabrizio Carafa       | 30 novembre 1599 | 27 novembre 1621                                                | 6 agosto 1626                    | 6 agosto 1626                    | Donna Emilia Carafa                                                                 | 7º Conte di Ruvo | Patrizio Napoletano | |
| 5  | Don      | Antonio Carafa        | 1619 circa       | 6 agosto 1626                                                   | 1º settembre 1644                | 1º settembre 1644                |                                                                                     | 8º Conte di Ruvo | Patrizio Napoletano | |
| 6  | Don      | Carlo Carafa          | 1621 circa       | 1º settembre 1644                                               | 23 ottobre 1655 (assassinato)    | 23 ottobre 1655 (assassinato)    | Donna Costanza Orsini                                                               | 9º Conte di Ruvo e Signore di Corato | Patrizio Napoletano | |
| 7  | Don      | Fabrizio Carafa       | ...              | 23 ottobre 1655                                                 | 4 novembre 1670                  | 4 novembre 1670                  | Margherita Carafa                                                                   | 10º Conte di Ruvo e Signore di Corato dal 1655; 1º Duca di Castel del Monte (il titolo appare nell'investitura del 1656); vende le Signorie di Ciorlano, Santa Maria di Oliveto, Fossaceca e Capriati il 6 febbraio 1668 | Patrizio Napoletano | |
| 8  | Don      | Carlo Carafa          | 1668             | 4 novembre 1670                                                 | 29 marzo 1672                    | 29 marzo 1672                    |                                                                                     | 2º Duca di Castel del Monte, 11º Conte di Ruvo e Signore di Corato | Patrizio Napoletano | |
| 9  | Don      | Ettore Carafa         | 4 giugno 1623    | 1672                                                            | 2 agosto 1686                    | 2 agosto 1686                    | Donna Margherita di Sangro                                                          | 3º Duca di Castel del Monte, 12º Conte di Ruvo e Signore di Corato | Patrizio Napoletano | Donna Emilia (6-3-1653 — 15-10-1702) rinunciò alla successione sui feudi paterni e stipulò un accordo con lo zio Ettore in cambio di una somma di denaro. |
| 10 | Don      | Fabrizio Carafa       | 20 dicembre 1673 | 2 agosto 1686                                                   | 18 ottobre 1727                  | 18 ottobre 1727                  | Donna Aurelia Imperiali                                                             | 4º Duca di Castel del Monte, 13º Conte di Ruvo e Signore di Corato | Patrizio Napoletano | |
| 11 | Don      | Ettore Carafa         | 11 aprile 1701   | 18 ottobre 1727                                                 | 15 maggio 1764                   | 15 maggio 1764                   | Donna Maria Francesca de Guevara                                                    | 5º Duca di Castel del Monte, 14º Conte di Ruvo, 1º Marchese di Corato dal 1727; 4º Principe di Chiusano e Grande di Spagna di prima classe, per eredità della linea Carafa di Chiusano, dal 1742 (titoli che non vennero successivamente mantenuti dai discendenti perché senza investitura ufficiale); possedeva le terre di Paternò, Campolieto e Campodipietra | Patrizio Napoletano; Vicario Generale di Terra di Bari e di Lecce, Gentiluomo con esercizio del Re di Napoli dal 1734, Cavaliere dell’Ordine di San Gennaro e Gran Siniscalco del Regno di Napoli             | |
| 12 | Don      | Riccardo Carafa       | 13 gennaio 1741  | 15 maggio 1764                                                  | 23 giugno 1797                   | 23 giugno 1797                   | Donna Margherita Pignatelli Aragona Cortés                                          | 6º Duca di Castel del Monte, 2º Marchese di Corato e 15º Conte di Ruvo | Patrizio Napoletano dal 1764, Gentiluomo di Camera con esercizio del Re di Napoli nel 1765 | |
| 13 | Don      | Ettore Carafa         | 28 dicembre 1768 | 23 giugno 1797                                                  | 4 settembre 1799 (giustiziato)   | 4 settembre 1799 (giustiziato)   |                                                                                     | 7º Duca di Castel del Monte, 3º Marchese di Corato e 16º Conte di Ruvo | Patrizio Napoletano | Implicato nella rivoluzione napoletana del 1799, venne giustiziato a morte                                                                                |
| 14 | Don      | Francesco Carafa      | 10 aprile 1772   | 4 settembre 1799                                                | 26 giugno 1844                   | 26 giugno 1844                   | Donna Teresa Caracciolo dei Principi di Santobuono                                  | 8º Duca di Castel del Monte, 4º Marchese di Corato e 17º Conte di Ruvo | Patrizio Napoletano | |
| 15 | Don      | Riccardo Carafa       | 1º giugno 1808   | ?                                                               | 3 marzo 1849                     | 3 marzo 1849                     |                                                                                     | 9º Duca di Castel del Monte, 5º Marchese di Corato, 18º Conte di Ruvo | Patrizio Napoletano | |
| 16 | Don      | Andrea Antonio Carafa | 15 aprile 1809   | ?                                                               | 12 maggio 1873                   | 12 maggio 1873                   |                                                                                     | 10º Duca di Castel del Monte, 6º Marchese di Corato, 19º Conte di Ruvo | Patrizio Napoletano | |
| 17 | Don      | Ferdinando Carafa     | 30 ottobre 1816  | 12 maggio 1873                                                  | 15 novembre 1873                 | 15 novembre 1873                 | (1ª) Donna Maria Beatrice Revertera (2ª) Donna Teresa Serra (3ª) Donna Grazia Serra | 11º Duca di Castel del Monte, 7º Marchese di Corato, 20º Conte di Ruvo | Patrizio Napoletano | |
| 18 | Don      | Riccardo Carafa       | 11 dicembre 1859 | ? (titoli riconosciuti con Decreto Ministeriale del 27-10-1899) | 19 ottobre 1920                  | 19 ottobre 1920                  | Donna Enrichetta Capecelatro                                                        | 12º Duca di Castel del Monte, 8º Marchese di Corato, 21º Conte di Ruvo (titoli riconosciuti con Decreto Ministeriale del 27-10-1899) | Patrizio Napoletano | Senatore del Regno d’Italia |
| 19 | Don      | Antonio Carafa        | 17 giugno 1887   | 19 ottobre 1920                                                 | 13 febbraio 1956                 | 13 febbraio 1956                 | (1ª) Fiammetta Soderini (2ª) Letizia de Zerbi                                       | 13º Duca di Castel del Monte, 9º Marchese di Corato, 22º Conte di Ruvo | Patrizio Napoletano; Cavaliere d’Onore e Devozione del Sovrano Militare Ordine di Malta, Cavaliere dell’Ordine della Corona d'Italia per merito di guerra e decorato di Medaglia di bronzo al Valore Militare | |
| 20 | Don      | Riccardo Carafa       | 14 luglio 1937   | 13 febbraio 1956                                                | in carica                        | vivente                          | Leda de Prisco                                                                      | 14º Duca di Castel del Monte, 10º Marchese di Corato, 23º Conte di Ruvo | Patrizio Napoletano | |

### Duchi di Ariano
| N° | Prefisso | Nome                    | Nascita | In carica     | In carica                            | Morte         | Consorte                            | Altri titoli                                                                          | Titoli onorifici    | Note |
| N° | Prefisso | Nome                    | Nascita | Dal           | Al                                   | Morte         | Consorte                            | Altri titoli                                                                          | Titoli onorifici    | Note |
| -- | -------- | ----------------------- | ------- | ------------- | ------------------------------------ | ------------- | ----------------------------------- | ------------------------------------------------------------------------------------- | ------------------- | --- |
| 1  |          | Alberico Carafa         | ...     | 1496          | 15 marzo 1501                        | 15 marzo 1501 | Giovanna, signora di Molise         | 1º Conte di Marigliano dal 22 giugno 1462; Signore di Molise per eredità della moglie | Patrizio Napoletano | Compra dalla Regia Camera il feudo di Ariano il 29-1-1496 divenendone 1º Duca poco dopo; investito dei feudi di Montecalvo, Corsano, Pietrapiccola, Ginestra, Motta, Pietra e Volturino nel 1500 |
| 2  |          | Giovan Francesco Carafa | ...     | 15 marzo 1501 | 1527                                 | 1527          | Francesca Orsini                    | 2º Conte di Marigliano                                                                | Patrizio Napoletano | |
| 3  |          | Alberico Carafa         | ...     | 1527          | 1528 (confisca dei feudi e dei beni) | post 1528     | Beatrice Carafa dei Conti di Airola | 3º Conte di Marigliano                                                                | Patrizio Napoletano | Parteggiò per i Francesi nel 1528 e perciò subì la confisca dei feudi e dei beni. Morì povero.                                                                                                   |

### Duchi di Campolieto
| N° | Prefisso | Nome             | Nascita        | In carica         | In carica         | Morte             | Consorte/i                                       | Altri titoli                      | Titoli onorifici    | Note |
| N° | Prefisso | Nome             | Nascita        | Dal               | Al                | Morte             | Consorte/i                                       | Altri titoli                      | Titoli onorifici    | Note |
| -- | -------- | ---------------- | -------------- | ----------------- | ----------------- | ----------------- | ------------------------------------------------ | --------------------------------- | ------------------- | ---- |
| 1  | Don      | Francesco Carafa | ...            | 16 agosto 1608    | 17 settembre 1608 | 17 settembre 1608 | (1ª) Zenobia di Bologna (2ª) Girolama Tuttavilla | Già Barone di Campolieto dal 1593 | Patrizio Napoletano |      |
| 2  | Don      | Fabio Carafa     | 2 ottobre 1587 | 17 settembre 1608 | 31 ottobre 1626   | 31 ottobre 1626   | Claudia Carafa, signora di Campodipietra         |                                   | Patrizio Napoletano |      |
| 3  | Don      | Giuseppe Carafa  | ...            | 31 ottobre 1626   | 29 settembre 1684 | 29 settembre 1684 |                                                  | Signore di Campodipietra dal 1652 | Patrizio Napoletano |      |
| 4  | Don      | Carlo Carafa     | ...            | 29 settembre 1684 | 19 maggio 1690    | 19 maggio 1690    | Giovanna Carafa della Spina                      | Signore di Campodipietra          | Patrizio Napoletano |      |
| 5  | Don      | Giovanni Carafa  | ...            | 19 maggio 1690    | 1º dicembre 1691  | 1º dicembre 1691  |                                                  | Signore di Campodipietra          | Patrizio Napoletano |      |

### Duchi di Campora
| N° | Prefisso | Nome             | Nascita          | In carica     | In carica      | Morte          | Consorte                  | Altri titoli | Titoli onorifici    | Note |
| N° | Prefisso | Nome             | Nascita          | Dal           | Al             | Morte          | Consorte                  | Altri titoli | Titoli onorifici    | Note |
| -- | -------- | ---------------- | ---------------- | ------------- | -------------- | -------------- | ------------------------- | --- | ------------------- | ---- |
| 1  |          | Marcello Carafa  | 15 agosto 1616   | 8 agosto 1659 | ...            | ...            | Violante Macedonio        | | Patrizio Napoletano |      |
| 2  | Don      | Tommaso Carafa   | 17 novembre 1647 | ...           | 3 marzo 1710   | 3 marzo 1710   | Teresa domenica Carafa    | | Patrizio Napoletano |      |
| 3  | Don      | Marcello Carafa  | 28 ottobre 1673  | 3 marzo 1710  | 3 luglio 1759  | 3 luglio 1759  |                           | 1º Duca di Jelsi dal 18 maggio 1737 (il feudo comprendeva anche la città di Campobasso, che però ottenne lo status di città regia nel 1739 liberandosi dal giogo feudale) | Patrizio Napoletano |      |
| 4  | Don      | Francesco Carafa | 25 agosto 1689   | 3 luglio 1759 | 9 gennaio 1768 | 9 gennaio 1768 | Donna Ippolita Caracciolo | 2º Duca di Jelsi dal 1759 e 1º Principe di Pietrelcina dal 9 gennaio 1725                                                                                                 | Patrizio Napoletano |      |

### Duchi di Cancellara
| N° | Prefisso | Nome            | Nascita         | In carica       | In carica       | Morte           | Consorte/i                                      | Altri titoli                                                   | Titoli onorifici    | Note                                                                                             |
| N° | Prefisso | Nome            | Nascita         | Dal             | Al              | Morte           | Consorte/i                                      | Altri titoli                                                   | Titoli onorifici    | Note                                                                                             |
| -- | -------- | --------------- | --------------- | --------------- | --------------- | --------------- | ----------------------------------------------- | -------------------------------------------------------------- | ------------------- | ------------------------------------------------------------------------------------------------ |
| 2  | Don      | Alfonso Carafa  | ...             | ...             | 2 dicembre 1673 | 2 dicembre 1673 | (1ª) Costanza Gambacorta (2ª) Ippolita de Tovar |                                                                | Patrizio Napoletano | Figlio di Don Antonio, signore di Grottaglie, e di Ippolita Pappacoda, 1ª duchessa di Cancellara |
| 3  | Donna    | Ippolita Carafa | 13 ottobre 1618 | 2 dicembre 1673 | 23 marzo 1682   | 23 marzo 1682   | Giovanni Orsini dei Conti di Pacentro           | 3ª Principessa di Frasso per eredità della famiglia Gambacorta |                     |                                                                                                  |

### Duchi di Castelnuovo
| N° | Prefisso | Nome             | Nascita         | In carica               | In carica                         | Morte            | Consorte      | Altri titoli                                                      | Titoli onorifici    | Note |
| N° | Prefisso | Nome             | Nascita         | Dal                     | Al                                | Morte            | Consorte      | Altri titoli                                                      | Titoli onorifici    | Note |
| -- | -------- | ---------------- | --------------- | ----------------------- | --------------------------------- | ---------------- | ------------- | ----------------------------------------------------------------- | ------------------- | --- |
| 1  | Don      | Alfonso Carafa   | 5 dicembre 1609 | 8 settembre 1630        | 11 novembre 1653                  | 11 novembre 1653 | Cecilia Salvo | Barone di Stiffe, Signore di San Benedetto e Collepietro dal 1620 | Patrizio Napoletano | Ucciso durante la rivolta popolare                                                                                             |
| 2  | Don      | Carlo Carafa     | 7 giugno 1611   | 11 novembre 1653        | 7 settembre 1668                  | 7 settembre 1668 |               | Barone di Stiffe, Signore di San Benedetto e Collepietro          | Patrizio Napoletano | |
| 3  | Don      | Francesco Carafa | 12 marzo 1615   | 1668 (morte del cugino) | 18 marzo 1674 (vendita dei feudi) | ...              |               |                                                                   | Patrizio Napoletano | 3º Duca di Castelnuovo e terre annesse alla morte del cugino Carlo (1668), feudi che vende a Cornelia Caracciolo il 18-3-1674. |

### Duchi di Cercemaggiore
| N° | Prefisso | Nome            | Nascita | In carica                                               | In carica      | Morte          | Consorte/i                                    | Altri titoli | Titoli onorifici    | Note                                                                                         |
| N° | Prefisso | Nome            | Nascita | Dal                                                     | Al             | Morte          | Consorte/i                                    | Altri titoli | Titoli onorifici    | Note                                                                                         |
| -- | -------- | --------------- | ------- | ------------------------------------------------------- | -------------- | -------------- | --------------------------------------------- | ------------ | ------------------- | -------------------------------------------------------------------------------------------- |
| 1  | Don      | Diomede Carafa  | ...     | 1º Duca di Cercemaggiore con Diploma del 24 giugno 1599 | 30 maggio 1601 | 30 maggio 1601 | (1ª) Laura di Costanzo (2ª) Porzia Caracciolo |              | Patrizio Napoletano | Tesoriere Generale del Regno di Napoli con Privilegio dato a El Escorial il 7 settembre 1594 |
| 2  | Don      | Girolamo Carafa | ...     | 30 maggio 1601                                          | ante 1616      | ante 1616      | Isabella Carafa, signora di Baselice          |              | Patrizio Napoletano |                                                                                              |

### Duchi di Chiusa
| N° | Prefisso | Nome            | Nascita        | In carica       | In carica       | Morte           | Consorte                                                                | Titoli onorifici    | Note |
| N° | Prefisso | Nome            | Nascita        | Dal             | Al              | Morte           | Consorte                                                                | Titoli onorifici    | Note |
| -- | -------- | --------------- | -------------- | --------------- | --------------- | --------------- | ----------------------------------------------------------------------- | ------------------- | ---- |
| 1  | Don      | Domenico Carafa | 4 gennaio 1668 | 1738            | 5 dicembre 1756 | 5 dicembre 1756 | Donna Giulia Maria Caracciolo                                           | Patrizio Napoletano |      |
| 2  | Donna    | Ippolita Carafa | 17 luglio 1699 | 5 dicembre 1756 | 17 giugno 1772  | 17 giugno 1772  | Principe Don Gerardo Carafa, 6º duca di Forlì e 10º conte di Policastro |                     |      |

### Duchi di Forlì
| N° | Prefisso          | Nome                      | Nascita           | In carica        | In carica        | Morte            | Consorte                                                               | Altri titoli                                                                         | Titoli onorifici                                                                      | Note |
| N° | Prefisso          | Nome                      | Nascita           | Dal              | Al               | Morte            | Consorte                                                               | Altri titoli                                                                         | Titoli onorifici                                                                      | Note |
| -- | ----------------- | ------------------------- | ----------------- | ---------------- | ---------------- | ---------------- | ---------------------------------------------------------------------- | ------------------------------------------------------------------------------------ | ------------------------------------------------------------------------------------- | --- |
| 1  |                   | Giovanni Antonio Carafa   | 7 gennaio 1569    | 16 gennaio 1625  | 3 settembre 1631 | 3 settembre 1631 | Diana Capece Minutolo                                                  | Già Barone di Forlì dal 1601                                                         | Patrizio Napoletano                                                                   | |
| 2  | Don               | Gennaro Adriano Carafa    | 22 settembre 1603 | 3 settembre 1631 | 5 aprile 1643    | 5 aprile 1643    |                                                                        |                                                                                      | Patrizio Napoletano                                                                   | |
| 3  | Donna             | Tommasina Lucrezia Carafa | 22 gennaio 1605   | 5 aprile 1643    | 29 agosto 1646   | 29 agosto 1646   | Francesco Carafa, 7º conte di Policastro                               |                                                                                      |                                                                                       | |
| 4  | Don               | Fabrizio Carafa           | 13 marzo 1636     | 29 agosto 1646   | 14 febbraio 1688 | 14 febbraio 1688 | Donna Beatrice Capece Minutolo                                         | 8º Conte di Policastro                                                               | Patrizio Napoletano                                                                   | Figlio di Tommasina Lucrezia Carafa, 3ª duchessa di Forlì, e di Francesco Carafa, 7º conte di Policastro |
| 5  | Don               | Ettore Carafa             | 15 dicembre 1662  | 14 febbraio 1688 | 10 marzo 1728    | 10 marzo 1728    | Donna Teresa Firrao                                                    | 9º Conte di Policastro                                                               | Patrizio Napoletano; Principe del Sacro Romano Impero con Diploma del 30 ottobre 1708 | |
| 6  | Principe Don      | Gerardo Carafa            | 6 novembre 1702   | 10 marzo 1728    | 16 giugno 1764   | 16 giugno 1764   | Donna Ippolita Carafa, duchessa di Chiusa                              | 10º Conte di Policastro e amministratore del Ducato di Chiusa per conto della moglie | Principe del Sacro Romano Impero e Patrizio Napoletano                                | |
| 7  | Principessa Donna | Teresa Carafa             | 17 aprile 1731    | 16 giugno 1764   | 17 marzo 1804    | 17 marzo 1804    | Principe Don Gennaro I Carafa Cantelmo Stuart, 7º principe di Roccella | 11ª Contessa di Policastro e Duchessa di Chiusa                                      | Principessa del Sacro Romano Impero                                                   | |

### Duchi di Frosolone
| N° | Prefisso | Nome             | Nascita           | In carica                        | In carica             | Morte                 | Consorte                                                 | Altri titoli                      | Titoli onorifici    | Note |
| N° | Prefisso | Nome             | Nascita           | Dal                              | Al                    | Morte                 | Consorte                                                 | Altri titoli                      | Titoli onorifici    | Note |
| -- | -------- | ---------------- | ----------------- | -------------------------------- | --------------------- | --------------------- | -------------------------------------------------------- | --------------------------------- | ------------------- | ---- |
| 1  | Don      | Diomede Carafa   | 1º dicembre 1648  | 6 aprile 1558                    | post 12 dicembre 1704 | post 12 dicembre 1704 | Francesca Quiroza                                        | 1º Marchese di Baranello dal 1651 | Patrizio Napoletano |      |
| 2  | Don      | Francesco Carafa | 10 febbraio 1689  | ...                              | ...                   | ...                   |                                                          | 2º Marchese di Baranello          | Patrizio Napoletano |      |
| 3  | Donna    | Caterina Carafa  | 1º settembre 1650 | ... (morte del nipote Francesco) | 23 gennaio 1717       | 23 gennaio 1717       | Don Giovanni Girolamo Albertini, 3º principe di Cimitile |                                   |                     |      |

### Duchi di Jelsi
| N° | Prefisso | Nome                         | Nascita         | In carica        | In carica        | Morte            | Consorte                                               | Altri titoli | Titoli onorifici    | Note |
| N° | Prefisso | Nome                         | Nascita         | Dal              | Al               | Morte            | Consorte                                               | Altri titoli | Titoli onorifici    | Note |
| -- | -------- | ---------------------------- | --------------- | ---------------- | ---------------- | ---------------- | ------------------------------------------------------ | --- | ------------------- | ---- |
| 1  | Don      | Eligio Carafa                | ...             | 9 febbraio 1606  | 17 dicembre 1636 | 17 dicembre 1636 | Girolama Di Capua de' signori di Fornelli              | Capitan di fanteria in Fiandra, vice duca di Sabbioneta |                     |      |
| 2  | Don      | Giovanni Battista Carafa     | ...             | 17 dicembre 1636 | 26 giugno 1675   | 26 giugno 1675   | D. Cornelia del Tufo, ved. di D. Iacopo Milano         | |                     |      |
| 3  | Don      | Mario Carafa                 | ...             | 26 giugno 1675   | 8 luglio 1730    | 8 luglio 1730    | Antonella d'Aquino, figlia del Principe di Castiglione | |                     |      |
| 4  | Don      | Marcello Carafa della Spina  | 28 ottobre 1673 | 12 marzo 1737    | 3 luglio 1759    | 3 luglio 1759    | ...                                                    | Duca di Campora e 4º Duca di Jelsi dal 12 marzo 1737 (il feudo comprendeva anche la città di Campobasso, che però ottenne lo status di città regia nel 1739 liberandosi dal giogo feudale) | Patrizio Napoletano |      |
| 5  | Don      | Francesco Carafa della Spina | 25 agosto 1689  | 3 luglio 1759    | 10 gennaio 1768  | 10 gennaio 1768  | Donna Ippolita Caracciolo                              | Duca di Campora e 5º Duca di Jelsi dal 1759 e 1º Principe di Pietrelcina dal 9 gennaio 1725                                                                                                | Patrizio Napoletano |      |

### Duchi di Laurino
| N° | Prefisso | Nome                    | Nascita        | In carica                                                                            | In carica                                        | Morte            | Consorte/i                                             | Altri titoli                                                                             | Titoli onorifici    | Note |
| N° | Prefisso | Nome                    | Nascita        | Dal                                                                                  | Al                                               | Morte            | Consorte/i                                             | Altri titoli                                                                             | Titoli onorifici    | Note |
| -- | -------- | ----------------------- | -------------- | ------------------------------------------------------------------------------------ | ------------------------------------------------ | ---------------- | ------------------------------------------------------ | ---------------------------------------------------------------------------------------- | ------------------- | --- |
| 1  |          | Giovanni Antonio Carafa | ...            | 1º Duca di Laurino con Privilegio del 7 agosto 1591 (confermato il 13 novembre 1591) | Marzo 1592                                       | Marzo 1592       | Vittoria Gaetani dell’Aquila d’Aragona                 | Signore di Castelnuovo e San Lorenzo (confermato il 28 gennaio 1548), Signore di Felitto | Patrizio Napoletano | Compra la terra di Lauria il 21 febbraio 1517, compra Rofrano e il castello di Laurino per 20.500 ducati nel 1548 |
| 2  | Don      | Girolamo Carafa         | ...            | 1592                                                                                 | 1613 (rinuncia per diventare monaco francescano) | post 1624        | Vittoria Pignatelli                                    |                                                                                          | Patrizio Napoletano | |
| 3  | Don      | Giovanni Carafa         | 1593 (?)       | 1613                                                                                 | 18 dicembre 1618                                 | 18 dicembre 1618 |                                                        |                                                                                          | Patrizio Napoletano | |
| 4  | Don      | Ferdinando Carafa       | 1595 (?)       | 18 dicembre 1618                                                                     | 23 dicembre 1632                                 | 23 dicembre 1632 | (1ª) Anna Maria de Palma d’Artois (2ª) Eleonora Carafa |                                                                                          | Patrizio Napoletano | |
| 5  | Don      | Giovan Battista Carafa  | 1622           | 23 dicembre 1632                                                                     | 24 aprile 1686                                   | 24 aprile 1686   | Donna Margherita Carafa                                |                                                                                          | Patrizio Napoletano | |
| 6  | Donna    | Vittoria Carafa         | 5 gennaio 1631 | 24 aprile 1686                                                                       | 7 novembre 1704                                  | 7 novembre 1704  | Don Giuseppe Spinelli dei Principi di Oliveto          |                                                                                          |                     | |

### Duchi di Maddaloni
| N° | Nome                   | Nascita | In carica     | In carica      | Morte          | Consorte                                       | Altri titoli | Titoli onorifici    | Note |
| N° | Nome                   | Nascita | Dal           | Al             | Morte          | Consorte                                       | Altri titoli | Titoli onorifici    | Note |
| -- | ---------------------- | ------- | ------------- | -------------- | -------------- | ---------------------------------------------- | --- | ------------------- | --- |
| 1  | Diomede III Carafa     | 1520    | 6 aprile 1558 | 11 luglio 1561 | 11 luglio 1561 | Donna Roberta Carafa dei Principi di Stigliano | Già 4º Conte di Maddaloni, 4º Conte di Cerreto, Signore di Formicola, Sasso, Pentime, Roccapipirozzi, Guardia, Civitella, Pontelandolfo, San Lorenzo Maggiore, Pomigliano e Pietrairola alla morte dell’avo | Patrizio Napoletano | Figlio di Giovanni Tommaso Carafa, a sua volta figlio di Diomede II Carafa, 3º Conte di Maddaloni, 3º Conte di Cerreto, ecc.                                                           |
| 2  | Marzio Carafa          |         | 1567          | 1606           | 1606           | Donna Vittoria Spinola                         | | Patrizio Napoletano | Figlio di Geronima Carafa di Maddaloni (sorella maggiore di Diomede III Carafa) e Fabio Carafa principe di Stigliano (figlio di Antonio Carafa della Stadera, I principe di Stigliano) |
| 3  | Diomede Carafa         |         | 1606          | 1611           | 1611           | Donna Margherita Acquaviva                     | | Patrizio Napoletano | Figlio di Marzio e Vittoria Spinola |
| 4  | Marzio Carafa          |         | 1611          | 1627           | 1627           | Donna Maria di Capua Pacheco y Zúñiga          | | Patrizio Napoletano | Figlio di Diomede e Margherita Acquaviva |
| 5  | Diomede V Carafa       |         | 1627          | 1660           | 1660           | Donna Antonia Caracciolo                       | | Patrizio Napoletano | Figlio di Marzio e Maria di Capua Pacheco y Zúñiga |
| 6  | Marzio Carafa          |         | 1660          | 1703           | 1703           | Donna Emilia Carafa                            | | Patrizio Napoletano | Figlio di Diomede e Antonia Caracciolo |
| 7  | Carlo Carafa           |         | 1703          | 1716           | 1716           | Donna Carlotta Colonna                         | | Patrizio Napoletano | Figlio di Marzio e Emilia Carafa |
| 8  | Domenico Marzio Carafa |         | 1716          | 1748           | 1748           | Donna Anna Colonna                             | | Patrizio Napoletano | Figlio di Carlo e Carlotta Colonna |
| 9  | Carlo Carafa           |         | 1748          | 1765           | 1765           | Donna Vittoria Guevara                         | | Patrizio Napoletano | Figlio di Domenico Marzio e Anna Colonna |
| 10 | Domenico Marzio Carafa |         | 1765          | 1807           | 1829           | Donna Maria Giuseppa de Cardenas               | | Patrizio Napoletano | Figlio di Carlo e Vittoria Guevara. Il titolo e il patrimonio dei duchi di Maddaloni passano nel 1807 a Francesco Saverio Carafa, principe di Colubrano.                               |

### Duchi di Maierà
| N° | Prefisso | Nome              | Nascita                 | In carica                                    | In carica       | Morte           | Consorte                | Titoli onorifici                                                 | Note |
| N° | Prefisso | Nome              | Nascita                 | Dal                                          | Al              | Morte           | Consorte                | Titoli onorifici                                                 | Note |
| -- | -------- | ----------------- | ----------------------- | -------------------------------------------- | --------------- | --------------- | ----------------------- | ---------------------------------------------------------------- | --- |
| 1  | Don      | Francesco Carafa  | 1614                    | 3 aprile 1667 (con Privilegio dato a Madrid) | 5 dicembre 1689 | 5 dicembre 1689 | Donna Maria de Ponte    | Patrizio Napoletano                                              | Il 24 agosto 1651 compra Maierà dai cugini Carafa Duchi di Forlì, che erano stati costretti a vendere tale feudo per debiti. |
| 2  | Don      | Ottavio Carafa    | 29 novembre 1659        | 5 dicembre 1689                              | 7 gennaio 1699  | 7 gennaio 1699  | Donna Teresa Serbelloni | Patrizio Napoletano; Cavaliere dell’Ordine di Calatrava dal 1670 | |
| 3  | Don      | Pier Luigi Carafa | 23 febbraio 1661        | 7 gennaio 1699                               | 1718            | 1718            |                         | Patrizio Napoletano                                              | |
| 4  | Don      | Giuseppe Carafa   | 2ª metà del XVII secolo | 1718                                         | XVIII secolo    | XVIII secolo    |                         | Patrizio Napoletano                                              | |

### Duchi di Montenero
| N° | Prefisso | Nome                   | Nascita                              | In carica                              | In carica        | Morte            | Consorte/i                                                                         | Altri titoli                                                                                          | Titoli onorifici    | Note |
| N° | Prefisso | Nome                   | Nascita                              | Dal                                    | Al               | Morte            | Consorte/i                                                                         | Altri titoli                                                                                          | Titoli onorifici    | Note |
| -- | -------- | ---------------------- | ------------------------------------ | -------------------------------------- | ---------------- | ---------------- | ---------------------------------------------------------------------------------- | --- | ------------------- | --- |
| 4  | Don      | Giovan Battista Carafa | ...                                  | 1688 (4º Duca di Montenero)            | 26 luglio 1734   | 26 luglio 1734   | Maria Fortunata Carmignano                                                         | 3º Barone di Rionegro alla rinuncia dei fratelli maggiori; 2º Barone di Rocchetta e Petrella dal 1733 | Patrizio Napoletano | Figlio di Alfonso Carafa, 1º barone di Rionegro, e di Donna Beatrice Bucca d’Aragona, 3ª duchessa di Montenero |
| 5  | Don      | Alfonso Carafa         | 16 dicembre 1713 (?)                 | 26 luglio 1734 (5º Duca di Montenero)  | 23 gennaio 1760  | 23 gennaio 1760  | (1ª) Gabriella Paolina de Chatelet-Lorraine (2ª) Donna Domenica Anna Maria Mormile | 4º Barone di Rionegro, 3º Barone di Petrella e Rocchetta                                              | Patrizio Napoletano | |
| 6  | Don      | Alfonso Carafa         | 7 agosto 1760 (6º Duca di Montenero) | 7 agosto 1760 (6º Duca di Montenero)   | 5 novembre 1762  | 5 novembre 1762  |                                                                                    | 5º Barone di Rionegro, 4º Barone di Petrella e Rocchetta                                              | Patrizio Napoletano | Nato postumo al padre Alfonso, 5º duca di Montenero                                                            |
| 7  | Don      | Muzio Carafa           | 1723                                 | 5 novembre 1762 (7º Duca di Montenero) | 12 dicembre 1764 | 12 dicembre 1764 |                                                                                    | 6º Barone di Rionegro, 5º Barone di Petrella e Rocchetta                                              | Patrizio Napoletano | Alla sua morte i feudi vennero devoluti al Fisco                                                               |

### Duchi di Nocera
| N° | Prefisso | Nome                               | Nascita | In carica         | In carica         | Morte             | Consorte/i | Altri titoli                                                                  | Titoli onorifici | Note |
| N° | Prefisso | Nome                               | Nascita | Dal               | Al                | Morte             | Consorte/i | Altri titoli                                                                  | Titoli onorifici | Note |
| -- | -------- | ---------------------------------- | ------- | ----------------- | ----------------- | ----------------- | --- | ----------------------------------------------------------------------------- | --- | --- |
| 1  |          | Tiberio Carafa                     | ...     | 25 dicembre 1521  | 1527              | 1527              | Geronima de Borgia Lanzol | 2º Conte di Soriano Calabro per successione del fratello Gurello              | Patrizio Napoletano | Nel 1526 vendette la terra di Girifalco a Camillo di Gennaro |
| 2  | Don      | Ferdinando I Carafa                | ...     | ...               | 25 maggio 1558    | 25 maggio 1558    | Eleonora Concublet | 3º Conte di Soriano Calabro                                                   | Patrizio Napoletano | Rivendicò il casale di Brognaturo nel 1549 avendolo acquistato da Giovanbattista Suriano; nel 1553 lo vendette a Giovanbattista Ravaschieri |
| 3  | Don      | Alfonso Carafa                     | ...     | 25 maggio 1558    | 1581              | 1581              | Giovanna Branai Castriota, 2ª marchesa di Città Sant'Angelo | 4º Conte di Soriano Calabro                                                   | Patrizio Napoletano | Comprò il passo delle Camerelle da Giovanni Battista Brancaccio con Regio Assenso del 31-7-1566; Governatore dell’Abruzzo per un biennio con Privilegio dato a El Pardo il 19-8-1568 |
| 4  | Don      | Ferdinando II Carafa               | ...     | 1581              | 11 settembre 1593 | 11 settembre 1593 | Donna Anna Clarice Carafa dei Principi di Stigliano | 5º Conte di Soriano Calabro                                                   | Patrizio Napoletano | Comprò i feudi di Maida e Laconia da Francesco de Palma d’Artois |
| 5  | Don      | Francesco Maria I Carafa           | 1580    | 11 settembre 1593 | 16 luglio 1642    | 16 luglio 1642    | (1ª) Donna Anna Pignatelli (2ª) Donna Giovanna Ruffo, 3ª principessa di Scilla, 9ª contessa di Sinopoli, contessa di Nicotera e Borrelli, signora di Filogaso, Calanna, Fiumara di Muro | 6º Conte di Soriano Calabro e Conte di Sant'Angelo (poi 1º Conte di Filogaso) | Patrizio Napoletano, Cavaliere dell’Ordine del Toson d'Oro dal 1639, Maestro di campo, Viceré dei Regni di Aragona e di Navarra | Vendette i feudi di Maida e Laconia a Ferrante Caracciolo, duca di Feroleto (1604); vendette la Baronia di Girifalco nel 1609, ritornata ai Carafa dopo il 1526, a Pietro Francesco Ravaschieri tesoriere di Calabria Ultra e la terra di Chiaravalle, che faceva parte del feudo di Soriano Calabro, a Fabrizio Capece Piscicelli (1611); vendette il casale di Brognaturo a Girolamo Passarelli (1629); autorizzato a trasferire il titolo comitale dalla città di Sant’Angelo a Filogaso (Regio Assenso del 1631), vende la prima a Giuseppe Battimelli (Regio Assenso del 1632) |
| 6  | Don      | Francesco Maria II Domenico Carafa | ...     | 16 luglio 1642    | 28 aprile 1648    | 28 aprile 1648    | Donna Maria Ruffo | 7º Conte di Soriano Calabro e 2º Conte di Filogaso                            | Patrizio Napoletano | |

### Duchi di Noja
| N° | Prefisso | Nome                     | Nascita           | In carica         | In carica         | Morte             | Consorte                                                             | Altri titoli | Titoli onorifici                                                 | Note |
| N° | Prefisso | Nome                     | Nascita           | Dal               | Al                | Morte             | Consorte                                                             | Altri titoli | Titoli onorifici                                                 | Note |
| -- | -------- | ------------------------ | ----------------- | ----------------- | ----------------- | ----------------- | -------------------------------------------------------------------- | --- | ---------------------------------------------------------------- | --- |
| 1  |          | Pompeo I Carafa          | ...               | 5 novembre 1600   | 8 dicembre 1623   | 8 dicembre 1623   | Isabella Pappacoda                                                   | | Patrizio Napoletano; Cavaliere dell’Ordine di Calatrava dal 1589 | Comprò il feudo di Noja dal cognato Gisulfo Pappacoda, marchese di Capurso, nel 1600 |
| 2  | Don      | Giovanni Alfonso Carafa  | ...               | 8 dicembre 1623   | 16 marzo 1654     | 16 marzo 1654     | Donna Giulia di Lannoy, 4ª duchessa di Boiano                        | Governatore del Principato Ultra con Privilegio dato a Madrid il 3 settembre 1640                                                                                    | Patrizio Napoletano                                              | |
| 3  | Don      | Carlo Carafa             | 27 novembre 1608  | 16 marzo 1654     | 23 novembre 1661  | 23 novembre 1661  | Donna Lucrezia Acquaviva d’Aragona                                   | 6º Duca di Boiano, per successione della famiglia Caracciolo, dal 1629 (la madre Giulia di Lannoy era già vedova di Don Antonio Caracciolo dei Principi di Avellino) | Patrizio Napoletano                                              | |
| 4  | Don      | Giovanni Carafa          | ...               | 23 novembre 1661  | 24 maggio 1671    | 24 maggio 1671    | Donna Teresa del Giudice                                             | 7º Duca di Boiano e Barone di Rutigliano; Governatore di Abruzzo Citra con Privilegio dato a Saragozza il 27-3-1649                                                  | Patrizio Napoletano                                              | |
| 5  | Don      | Carlo Carafa             | ...               | 24 maggio 1671    | 28 novembre 1729  | 28 novembre 1729  | Donna Beatrice Spinelli                                              | 8º Duca di Boiano e Barone di Rutigliano | Patrizio Napoletano                                              | |
| 6  | Don      | Pompeo II Carafa         | 1698 (?)          | 28 novembre 1729  | 29 ottobre 1736   | 29 ottobre 1736   |                                                                      | 9º Duca di Boiano e Barone di Rutigliano | Patrizio Napoletano                                              | |
| 7  | Don      | Giovanni Carafa          | 4 giugno 1715     | 29 ottobre 1736   | 9 luglio 1768     | 9 luglio 1768     | Isabella Tovar                                                       | 10º Duca di Boiano e Barone di Rutigliano; Colonnello del Reggimento Bari dal 29 novembre 1743                                                                       | Patrizio Napoletano                                              | Lettore all’Università di Napoli dal 1738, fondò a Napoli il Museo Naturale e il Museo dell'Antichità, e fu membro dell’Accademia di San Pietroburgo e della Società Reale di Londra; fece pubblicare una celebre cartina topografica della città di Napoli e dei suoi dintorni |
| 8  | Don      | Pompeo III Carafa        | 29 novembre 1736  | 9 luglio 1768     | 23 settembre 1815 | 23 settembre 1815 | Donna Maddalena Montalto                                             | 11º Duca di Boiano, Marchese di San Marcellino (dal 1778) e Barone di Rutigliano (fino al 1806)                                                                      | Patrizio Napoletano                                              | |
| 9  | Don      | Giovanni Battista Carafa | 14 settembre 1773 | 23 settembre 1815 | 7 giugno 1849     | 7 giugno 1849     | Donna Maria Vittoria d’Aquino                                        | 12º Duca di Boiano e Marchese di San Marcellino | Patrizio Napoletano                                              | |
| 10 | Donna    | Giulia Carafa            | 8 giugno 1820     | 7 giugno 1849     | 17 dicembre 1886  | 17 dicembre 1886  | Don Muzio de Gregorio, principe di Sant’Elia e marchese di Squillace | 13ª Duchessa di Boiano e Marchesa di San Marcellino | Patrizio Napoletano                                              | A seguito della sua refuta, sua sorella Donna Livia Carafa (1825–1901) divenne la 14ª Duchessa di Boiano (con Regio Rescritto del Re delle Due Sicilie del 22-7-1858) |

## Cardinali e arcivescovi
La famiglia Carafa, come accadde per molte altre famiglie nobiliari, diede alla Chiesa cattolica numerosi prelati, tra cui vari cardinali e arcivescovi. Nei secoli i Carafa diedero i natali a 16 cardinali (di cui uno, Gian Pietro Carafa, venne eletto papa) e 11 arcivescovi (di cui 6 furono anche cardinali). Uno di questi cardinali, Marino Carafa di Belvedere, rinunciò successivamente alla vita ecclesiastica e divenne il 1º Sindaco di Napoli.
| Cardinali di Santa Romana Chiesa | Cardinali di Santa Romana Chiesa        | Cardinali di Santa Romana Chiesa | Cardinali di Santa Romana Chiesa                                                                        | Cardinali di Santa Romana Chiesa    | Cardinali di Santa Romana Chiesa | Cardinali di Santa Romana Chiesa | Cardinali di Santa Romana Chiesa |
| Immagine                         | Nome                                    | Nascita                          | Creato cardinale                                                                                        | Morte                               | Incarichi cardinalizi | Incarichi vescovili/arcivescovili e/o altri | N.                               |
| -------------------------------- | --------------------------------------- | -------------------------------- | --- | ----------------------------------- | --- | --- | -------------------------------- |
|                                  | Filippo Carafa della Serra              | 1340 circa                       | 18 settembre 1378 da papa Urbano VI                                                                     | 22 o 23 maggio 1389 (c. 48-49 anni) | Cardinale presbitero dei Santi Silvestro e Martino ai Monti (1378 – 1389) | Amministratore apostolico di Bologna (1378 – 1389) |                                  |
|                                  | Oliviero Carafa                         | 10 marzo 1430                    | 18 settembre 1467 da papa Paolo II                                                                      | 20 gennaio 1511 (80 anni)           | Cardinale presbitero dei Santi Marcellino e Pietro (1467–70), di Sant'Eusebio (1470–1511)Cardinale vescovo di Albano (1476–83), di Sabina (1483–1503), di Ostia e Velletri (1503–11)Camerlengo del Collegio Cardinalizio (1477–78)Decano del Collegio Cardinalizio (1492–1511)        | Arcivescovo di Napoli (1458–84; 1503–05)Abate commendatario di Santa Maria di Cadossa (1469–99) Amministratore apostolico di Cava ed abate della Santissima Trinità (1485–97) Amministratore apostolico di Salamanca (1491–94), di Cadice ed Algeciras (1495–1511), di Rimini (1495–97), di Chieti (1500–01), di Napoli (1503–05), di Caiazzo (1506–07), di Terracina, Sezze e Priverno (1507–10), di Segni (1507–11), di Tricarico (1510–11)Governatore di Velletri (1503–11) | [ 2 ] [ 23 ]                     |
|                                  | Gianvincenzo Carafa                     | 1477                             | 21 novembre 1527 da papa Clemente VII                                                                   | 28 agosto 1541 (63-64 anni)         | Cardinale presbitero di Santa Pudenziana (1528–37), di Santa Prisca (1537), di Santa Maria in Trastevere (1537–39)Camerlengo del Collegio Cardinalizio (1533–34)Cardinale vescovo di Palestrina (1539–41)                                                                             | Arcivescovo di Napoli (1505–30)Vescovo di Rimini (1497–1505)Amministratore apostolico di Anglona (1528–36), di Anagni (1534–41), di Acerra (1535–39) | [ 24 ]                           |
|                                  | Gian Pietro Carafa                      | 28 giugno 1476                   | 22 dicembre 1536 da papa Paolo II                                                                       | 18 agosto 1559 (83 anni)            | | Arcivescovo di Chieti (1505–18; 1537–49), di Brindisi (1518–24), di Napoli (1549–55)Gian Pietro è stato, con il nome di Paolo IV, il 223º papa della Chiesa cattolica dal 23 maggio 1555 alla morte | [ 25 ]                           |
|                                  | Carlo Carafa                            | 29 marzo 1517                    | 7 giugno 1555 da papa Paolo IV                                                                          | 4 marzo 1561 (43 anni)              | Cardinale diacono dei Santi Vito e Modesto in Macello Martyrum (1555–60)Cardinale diacono di San Nicola in Carcere (1560–61) | Legato apostolico di Bologna (1555–58)Amministratore apostolico di Comminges (1556–61) | [ 2 ] [ 26 ]                     |
|                                  | Diomede Carafa                          | 7 gennaio 1492                   | 20 dicembre 1555 da papa Paolo IV                                                                       | 12 agosto 1560 (68 anni)            | Cardinale presbitero dei Santi Silvestro e Martino ai Monti (1556–60) | Vescovo di Ariano (1511–60) | [ 27 ]                           |
|                                  | Alfonso Carafa                          | 16 luglio 1540                   | 15 marzo 1557 da papa Paolo IV                                                                          | 29 agosto 1565 (25 anni)            | Cardinale diacono di San Nicola fra le Immagini (1557–58), di Santa Maria in Portico Octaviae (1558–59), di Santa Maria in Domnica (1559–60)Cardinale presbitero dei Santi Giovanni e Paolo (1560–65)                                                                                 | Arcivescovo di Napoli (1557–65)Governatore di Benevento (1558–60)Bibliotecario di Santa Romana Chiesa (1559–65) | [ 2 ] [ 28 ]                     |
|                                  | Antonio Carafa                          | 25 marzo 1538                    | 24 marzo 1568 da papa Pio V                                                                             | 13 gennaio 1591 (52 anni)           | Cardinale diacono di Sant'Eusebio (1568–73), di Santa Maria in Cosmedin (1573–77), di Santa Maria in Via Lata (1577–83)Cardinale protodiacono (1577–83)Cardinale presbitero dei Santi Giovanni e Paolo (1584–91)                                                                      | Bibliotecario di Santa Romana Chiesa (1585–91)Prefetto della Congregazione del Concilio (1586–91) | [ 2 ] [ 29 ]                     |
|                                  | Decio Carafa                            | 1556                             | 17 agosto 1611 da papa Paolo V                                                                          | 23 gennaio 1626 (69-70 anni)        | Cardinale presbitero di San Lorenzo in Panisperna (1612), dei Santi Giovanni e Paolo (1612–26) | Arcivescovo di Napoli (1613–26)Arcivescovo titolare di Damasco (1606–11)Collettore apostolico in Portogallo (1598–1604)Nunzio apostolico nelle Fiandre (1606–07), in Spagna (1607–11) | [ 30 ]                           |
|                                  | Pier Luigi Carafa                       | 18 luglio 1581                   | 6 marzo 1645 da papa Innocenzo X                                                                        | 15 febbraio 1655 (73 anni)          | Cardinale presbitero dei Santi Silvestro e Martino ai Monti (1645–55) | Vescovo di Tricarico (1624–46)Nunzio apostolico a Colonia (1624–34)Prefetto della Congregazione del Concilio (1645–55) | [ 31 ]                           |
|                                  | Carlo Carafa della Spina                | 21 aprile 1611                   | 14 gennaio 1664 da papa Alessandro VII                                                                  | 19 ottobre 1680 (69 anni)           | Cardinale presbitero di Santa Susanna (1665–75), di Santa Maria in Via (1675–80)Camerlengo del Collegio Cardinalizio (1676–78) | Vescovo di Aversa (1644–65)Nunzio apostolico in Svizzera (1653–54), nella Repubblica di Venezia (1654–58), in Austria (1658–64)Legato apostolico di Bologna (1664–69) | [ 32 ]                           |
|                                  | Fortunato Ilario Carafa della Spina     | 16 febbraio 1631                 | 2 settembre 1686 da papa Innocenzo XI                                                                   | 16 gennaio 1697 (65 anni)           | Cardinale presbitero dei Santi Giovanni e Paolo (1687–97) | Vescovo di Aversa (1687–97)Legato apostolico di Romagna (1693–94) | [ 33 ]                           |
|                                  | Pier Luigi Carafa                       | 4 luglio 1677                    | 20 settembre 1728 da papa Benedetto XIII                                                                | 15 dicembre 1755 (78 anni)          | Cardinale presbitero di San Lorenzo in Panisperna (1728–37), di Santa Prisca (1737–40)Camerlengo (1737–38), Sottodecano (1751–53) e Decano del Collegio Cardinalizio (1753–55)Cardinale vescovo di Albano (1740–51), di Porto e Santa Rufina (1751–53), di Ostia e Velletri (1753–55) | Arcivescovo titolare di Larissa di Tessaglia (1713–28)Nunzio apostolico nel Granducato di Toscana (1713–17)Segretario della Congregazione di Propaganda Fide (1717–14) e della Congregazione dei Vescovi e Regolari (1724–28)Governatore di Velletri (1753–55) | [ 34 ]                           |
|                                  | Francesco Carafa della Spina di Traetto | 29 aprile 1722                   | 19 aprile 1773 da papa Clemente XIV                                                                     | 20 novembre 1818 (96 anni)          | Cardinale presbitero di San Clemente (1773–88), di San Lorenzo in Lucina (1788–1807), di San Lorenzo in Damaso (1807–18)Cardinale protopresbitero (1803–18) | Arcivescovo titolare di Patrasso (1760–73)Nunzio apostolico nella Repubblica di Venezia (1760–66)Segretario (1766–73) e Prefetto (1775–1818) della Congregazione dei Vescovi e RegolariLegato apostolico di Ferrara (1778–86)Vice-Cancelliere di Santa Romana Chiesa (1807–18) | [ 2 ] [ 35 ]                     |
|                                  | Marino Carafa di Belvedere              | 29 gennaio 1764                  | 23 febbraio 1801 da papa Pio VIISi dimise il 24 agosto 1807                                             | 5 aprile 1830 (66 anni)             | Cardinale diacono di San Nicola in Carcere (1801–07) | Prefetto del Palazzo Apostolico (1794–1801)1º Sindaco di Napoli (1813–17) | [ 36 ]                           |
|                                  | Domenico Carafa della Spina di Traetto  | 12 luglio 1805                   | 22 luglio 1844 da papa Gregorio XVI                                                                     | 17 giugno 1879 (73 anni)            | Cardinale presbitero di Santa Maria degli Angeli (1844–79), di San Lorenzo in Lucina (1879)Camerlengo del Collegio Cardinalizio (1864–65) | Arcivescovo metropolita di Benevento (1844–79)Segretario dei Brevi Apostolici (1879) | [ 37 ]                           |
| Arcivescovi                      |                                         |                                  | |                                     | | |                                  |
| Immagine                         | Nome                                    | Nascita                          | Nominato/Consacrato o Elevato arcivescovo                                                               | Morte                               | Incarichi arcivescovili | Altri incarichi | N.                               |
|                                  | Oliviero Carafa                         | 10 marzo 1430                    | 18 novembre 1458 da papa Pio II (nominato)29 dicembre 1458 dal vescovo Leone de Simone (consacrato)     | 20 gennaio 1511 (80 anni)           | Arcivescovo di Napoli (18 novembre 1458 – 20 settembre 1484) (4 agosto 1503 – 1º aprile 1505) | Anche Cardinale di Santa Romana Chiesa | [ 2 ] [ 23 ]                     |
|                                  | Alessandro Carafa                       | 1430                             | 20 settembre 1484 da papa Innocenzo VIII (nominato)                                                     | 31 luglio 1503 (72-73 anni)         | Arcivescovo di Napoli (20 settembre 1484 – 31 luglio 1503) | | [ 2 ] [ 38 ]                     |
|                                  | Bernardino Carafa                       | 1472                             | | 30 luglio 1505 (32-33 anni)         | Arcivescovo di Napoli (1º aprile 1505 – 30 luglio 1505) | Vescovo di ChietiPatriarca di Alessandria dei Latini |                                  |
|                                  | Gianvincenzo Carafa                     | 1477                             | 1º aprile 1505 da papa Giulio II (elevato)                                                              | 28 agosto 1541 (63-64 anni)         | Arcivescovo di Napoli (1505 – 1530) | Anche Cardinale di Santa Romana Chiesa | [ 24 ]                           |
|                                  | Francesco Carafa                        | 1515                             | 24 gennaio 1530 da papa Clemente VII (nominato)                                                         | 30 luglio 1544 (28-29 anni)         | Arcivescovo di Napoli (24 gennaio 1530 – 30 luglio 1544) | | [ 39 ]                           |
|                                  | Gian Pietro Carafa                      | 28 giugno 1476                   | 20 dicembre 1518 da papa Leone X (elevato)                                                              | 18 agosto 1559 (83 anni)            | Arcivescovo di Chieti (1505 – 1518) (1537 – 1549)Arcivescovo di Brindisi (1518 – 1524)Arcivescovo di Napoli (1549 – 1555) | Anche Cardinale di Santa Romana ChiesaAmministratore apostolico di Chieti (20 dicembre 1518 – 24 agosto 1524)Gian Pietro è stato, con il nome di Paolo IV, il 223º papa della Chiesa cattolica dal 23 maggio 1555 alla morte | [ 25 ]                           |
|                                  | Alfonso Carafa                          | 16 luglio 1540                   | 9 aprile 1557 da papa Paolo IV (nominato)30 giugno 1565 dal vescovo Antonio Scarampi (consacrato)       | 29 agosto 1565 (25 anni)            | Arcivescovo di Napoli (9 aprile 1557 – 29 agosto 1565) | Anche Cardinale di Santa Romana Chiesa | [ 28 ]                           |
|                                  | Mario Carafa                            | ???                              | 10 febbraio 1566 dal cardinale Giovanni Michele Saraceni (consacrato)                                   | 11 settembre 1576                   | Arcivescovo di Napoli (26 ottobre 1565 – 11 settembre 1576) | | [ 40 ]                           |
|                                  | Decio Carafa                            | 1556                             | 17 maggio 1606 da papa Paolo V (nominato)4 giugno 1606 dal cardinale Mariano Pierbenedetti (consacrato) | 23 gennaio 1626 (69-70 anni)        | Arcivescovo di Napoli (7 gennaio 1613 – 23 gennaio 1626) | Anche Cardinale di Santa Romana Chiesa | [ 30 ]                           |
|                                  | Gregorio Carafa                         | 1588                             | 23 giugno 1664 da papa Alessandro VII (elevato)                                                         | 23 febbraio 1675 (86-87 anni)       | Arcivescovo metropolita di Salerno (23 giugno 1664 – 23 febbraio 1675) | |                                  |
|                                  | Domenico Carafa della Spina di Traetto  | 12 luglio 1805                   | 22 luglio 1844 da papa Gregorio XVI (nominato)11 agosto 1844 dal cardinale Vincenzo Macchi (consacrato) | 17 giugno 1879 (73 anni)            | Arcivescovo metropolita di Benevento (22 luglio 1844 – 17 giugno 1879) | Anche Cardinale di Santa Romana Chiesa | [ 37 ]                           |

## Altri personaggi illustri
Oltre a tutti i principi, duchi, cardinali e così via, i Carafa diedero i natali anche ad altri illustri personaggi, che si distinsero nei secoli nei più disparati campi, dalla sfera politica a quella religiosa, passando per quella militare, fino a quella delle arti.
Quindi, qui di seguito sono elencati alcuni di quegli uomini e donne della famiglia Carafa che si distinsero nella storia per le proprie qualità:
- Bartolomeo Caracciolo Carafa fu un nobile e diplomatico del XIV secolo, appartenente al ceppo primordiale della famiglia Carafa, in quanto figlio di Bartolomeo e Teodora del Gaudio. È anche riconosciuto come l'autore dell'opera storiografica Breve Informazione;
- Bartolomeo Carafa († 1405), figlio di Andrea, il capostipite dei Carafa della Spina, fu un militare e diplomatico italiano. La sua famiglia fece parte della cerchia più ristretta di papa Urbano VI. Entrato nell'Ordine di San Giovanni di Gerusalemme, divenne priore di Cipro, poi di Roma e, infine, di Ungheria. Fu anche luogotenente del Priorato di Roma e podestà di Amelia, Terni e Gualdo Tadino. Infine fu eletto anti-Gran Maestro durante il Grande Scisma e a Roma, sospettato di tradimento, fu giustiziato nel 1405;[41]
- Giacomo Carafa della Spina, fu un nobile, condottiero e cavaliere italiano del XV secolo, conte di Matera e signore di Castelvetere e Roccella, e generale delle truppe di re Ferdinando I di Napoli. Fu il fondatore del ramo dei Principi della Roccella, tuttora esistente;
- Diomede I Carafa, 1º conte di Maddaloni e Cerreto († 1487), fu un nobile, politico e scrittore italiano. Uno dei figli di Antonio Carafa, detto "Malizia", fu il fondatore del ramo cadetto dei Conti di Maddaloni ed è celebre anche per essere stato colui che fece realizza il Palazzo Diomede Carafa a Napoli;
- Andrea Carafa della Spina, 1º conte di Santa Severina († 1526), fu un nobile e condottiero italiano. Venne nominato luogotenente generale del Viceré di Napoli, rimanendo in carica dal 1523 al 1526;
- Antonio Carafa († 1588), appartenente al ramo cadetto dei Conti di Montorio, fu un militare italiano;
- Carlo Carafa C.P.O. (1561 – 1633), appartenente al ramo cadetto dei Duchi di Andria, fu un militare, religioso e presbitero italiano, fondatore ad inizio XVII secolo della Congregazione dei Pii Operai (oggi Pii Operai Catechisti Rurali, P.O.C.R.);
- M.R. Vincenzo Carafa S.I. (1585 – 1649), appartenente al ramo cadetto dei Conti di Montorio, fu un religioso, prete gesuita e scrittore spirituale italiano. Fu il VII preposito generale della Compagnia di Gesù dal 1646 alla morte. La Chiesa cattolica gli ha attribuito il titolo di Servo di Dio;
- Fra' Gregorio Carafa (1615 – 1690), appartenente al ramo cadetto dei Principi della Roccella, fu il 61º Gran Maestro del Sovrano Militare Ordine di Malta dal 1680 alla morte;
- Marino Carafa, appartenente al ramo cadetto dei Duchi di Maddaloni, fu governatore perpetuo dello Stato dei Presidi dal 1691 e uno dei promotori della ricostruzione della città di Cerreto Sannita, andata distrutta nel terremoto del Sannio del 1688;
- Antonio Carafa (1646 – 1693) fu un nobile e militare italiano, al servizio dell'imperatore Leopoldo I d'Asburgo. Fu commissario generale (Generalkriegskommissär) dell'esercito imperiale, che all'epoca era il grado più alto nella gerarchia militare austriaca. Ricoprì anche altri incarichi di alto rango, tra cui: governatore militare dell'Alta Ungheria e commissario reale della Transilvania. Nella storia ungherese si guadagnò la fama di essere crudele e a lui si deve l'istituzione del tribunale esecutivo di Prešov contro i seguaci del leader anti-asburgico Imre Thököly. Ottenne onorificenze e le sue imprese vennero narrate da Giambattista Vico nel De rebus gestis Antonj Caraphaei;
- Michele Enrico Francesco Vincenzo Aloisio Paolo Carafa di Colobrano (1787 – 1872), fu un militare e compositore italiano, che studiò a Parigi col celebre Luigi Cherubini e fu professore al Conservatorio di Parigi dal 1840 al 1858. Tra le sue composizioni si ricordano Ifigenia in Tauride, Il sacrifizio d'Epito, Gl'italici e Gl'indiani; fu anche tra i nove compositori de La marquise de Brinvilliers. Invece, tra i suoi allievi, si ricorda principalmente il compositore e direttore d'orchestra Achille Peri;
- Enrichetta Carafa Capecelatro (1863 – 1941) fu una poetessa, scrittrice e traduttrice italiana. Fu la moglie del senatore italiano Riccardo Carafa, XVIII duca d'Andria, XII duca di Castel del Monte, VIII marchese di Corato, XXI conte di Ruvo.

## Genealogia della famiglia Carafa
Qui di seguito sono rappresentati vari alberi genealogici dei principali rami cadetti della prolifica dinastia Carafa, ripercorrendo le varie ramificazioni dalle origini antiche sino ai giorni nostri.
I due più importanti rami distaccatosi dal ceppo antico principale sono i cosiddetti Carafa della Spina e i Carafa della Stadera. Da questi due rami principali discendono tutti gli altri rami minori.
Tutti i rami qui elencati sono ormai estinti sia in linea diretta maschile che in linea diretta femminile, ad eccezione di due rami cadetti: quello dei Principi di Roccella (del ramo Carafa della Spina) e quello dei Duchi d'Andria (del ramo Carafa della Stadera).

### Ramificazione essenziale della famiglia Carafa dalle origini
|                      |                            |                            |                                                                                   |                                          |
|                      | · Caracciolo               |                            |                                                                                   |                                          |
|                      |                            |                            |                                                                                   |                                          |
|                      |                            |                            |                                                                                   |                                          |
|                      | Linee antiche              |                            |                                                                                   |                                          |
|                      |                            |                            |                                                                                   |                                          |
|                      |                            |                            |                                                                                   |                                          |
| Carafa della Spina · | Carafa della Spina ·       | Carafa della Stadera       | Carafa della Stadera                                                              |                                          |
|                      |                            |                            |                                                                                   |                                          |
|                      |                            |                            |                                                                                   |                                          |
|                      | molti altri rami cadetti · | molti altri rami cadetti · | Linea di Gurello Caracciolo detto Carafa                                          | Linea di Gurello Caracciolo detto Carafa |
|                      |                            |                            |                                                                                   |                                          |
|                      |                            |                            |                                                                                   |                                          |
|                      |                            |                            | Carafa dei Baroni di Sessola e Signori di Sant'Arpino e Roseto (est. XVII secolo) |                                          |
|                      |                            |                            |                                                                                   |                                          |
|                      |                            |                            |                                                                                   |                                          |
|                      |                            |                            | Carafa dei Signori di Roccascalegna (est. XVII secolo)                            |                                          |

### Ramificazione della famiglia Carafa della Spina
| | |                                                                             |                                                                             |                                                      |                                                      |                                                                                               |                                                                                               | | |
| | |                                                                             |                                                                             | · Linee antiche                                      |                                                      |                                                                                               |                                                                                               | | |
| | |                                                                             |                                                                             |                                                      |                                                      |                                                                                               |                                                                                               | | |
| | |                                                                             |                                                                             |                                                      |                                                      |                                                                                               |                                                                                               | | |
| | |                                                                             |                                                                             | Carafa della Spina                                   |                                                      |                                                                                               |                                                                                               | | |
| | |                                                                             |                                                                             |                                                      |                                                      |                                                                                               |                                                                                               | | |
| | |                                                                             |                                                                             |                                                      |                                                      |                                                                                               |                                                                                               | | |
| | Linea di Giacomo di Onorio di Giacomo | Linea di Giacomo di Onorio di Giacomo                                       |                                                                             | Carafa dei Conti di Santa Severina (est. XVI secolo) | Carafa dei Conti di Santa Severina (est. XVI secolo) |                                                                                               | Carafa dei Signori di Forlì del Sannio                                                        | Carafa dei Signori di Forlì del Sannio                                                                   | |
| | |                                                                             |                                                                             |                                                      |                                                      |                                                                                               |                                                                                               | | |
| | |                                                                             |                                                                             |                                                      |                                                      |                                                                                               |                                                                                               | | |
| Carafa dei Conti di Grotteria, Marchesi di Castelvetere e Principi di Roccella (est. XVII secolo: linea maschile)                                                                              | Carafa dei Conti di Grotteria, Marchesi di Castelvetere e Principi di Roccella (est. XVII secolo: linea maschile)                                                                              | Carafa dei Conti di Policastro e Duchi di Forlì (est. 1764: linea maschile) | Carafa dei Conti di Policastro e Duchi di Forlì (est. 1764: linea maschile) | Carafa dei Baroni di Cuddia (est. XVIII secolo)      | Carafa dei Baroni di Cuddia (est. XVIII secolo)      | Carafa dei Baroni di Forlì (est. XVI secolo)                                                  | Carafa dei Baroni di Forlì (est. XVI secolo)                                                  | Carafa dei Baroni e Duchi di Forlì (est. XVII secolo)                                                    | Carafa dei Baroni e Duchi di Forlì (est. XVII secolo)                                                    |
| | |                                                                             |                                                                             |                                                      |                                                      |                                                                                               |                                                                                               | | |
| | |                                                                             |                                                                             |                                                      |                                                      |                                                                                               |                                                                                               | | |
| Carafa dei Duchi di Bruzzano e Marchesi di Brancaleone, poi anche Principi di Roccella, Marchesi di Castelvetere e Conti di Grotteria [poi Carafa Cantelmo Stuart] (dal XVII secolo) ⬤ vivente | Carafa dei Duchi di Bruzzano e Marchesi di Brancaleone, poi anche Principi di Roccella, Marchesi di Castelvetere e Conti di Grotteria [poi Carafa Cantelmo Stuart] (dal XVII secolo) ⬤ vivente |                                                                             |                                                                             |                                                      |                                                      | Carafa dei Duchi di Traetto e di Montenegro, già Signori, Baroni e Conti di Cerro (est. 1909) | Carafa dei Duchi di Traetto e di Montenegro, già Signori, Baroni e Conti di Cerro (est. 1909) | Carafa dei Baroni di Rionegro, poi anche Duchi di Montenero e Baroni di Petrella e Rocchetta (est. 1764) | Carafa dei Baroni di Rionegro, poi anche Duchi di Montenero e Baroni di Petrella e Rocchetta (est. 1764) |

### Ramificazione della famiglia Carafa della Stadera
|                                                   |                                                   | | |                                                        |                                                        |                                                      |                                                                    |                                                                    |                                                              |                                                              |                                                            |                                                     |                                                     |                                                                  |                                                                  |                                                                          |                                                                          |                                                                                    |                                                                                    |                                                                           |                                                                           |                                                                           |                                                       |                                                                   |                                                                   |                                                                       |                                                                       | | |                                                                                  |                                                                                  |                                                                                 |                                                                       |                                                                       |
|                                                   |                                                   | | |                                                        |                                                        |                                                      |                                                                    |                                                                    |                                                              |                                                              |                                                            |                                                     |                                                     |                                                                  | · Linee antiche                                                  |                                                                          |                                                                          |                                                                                    |                                                                                    |                                                                           |                                                                           |                                                                           |                                                       |                                                                   |                                                                   |                                                                       |                                                                       | | |                                                                                  |                                                                                  |                                                                                 |                                                                       |                                                                       |
|                                                   |                                                   | | |                                                        |                                                        |                                                      |                                                                    |                                                                    |                                                              |                                                              |                                                            |                                                     |                                                     |                                                                  |                                                                  |                                                                          |                                                                          |                                                                                    |                                                                                    |                                                                           |                                                                           |                                                                           |                                                       |                                                                   |                                                                   |                                                                       |                                                                       | | |                                                                                  |                                                                                  |                                                                                 |                                                                       |                                                                       |
|                                                   |                                                   | | |                                                        |                                                        |                                                      |                                                                    |                                                                    |                                                              |                                                              |                                                            |                                                     |                                                     |                                                                  |                                                                  |                                                                          |                                                                          |                                                                                    |                                                                                    |                                                                           |                                                                           |                                                                           |                                                       |                                                                   |                                                                   |                                                                       |                                                                       | | |                                                                                  |                                                                                  |                                                                                 |                                                                       |                                                                       |
|                                                   |                                                   | | |                                                        |                                                        |                                                      |                                                                    |                                                                    |                                                              |                                                              |                                                            |                                                     |                                                     |                                                                  | Carafa della Stadera                                             |                                                                          |                                                                          |                                                                                    |                                                                                    |                                                                           |                                                                           |                                                                           |                                                       |                                                                   |                                                                   |                                                                       |                                                                       | | |                                                                                  |                                                                                  |                                                                                 |                                                                       |                                                                       |
|                                                   |                                                   | | |                                                        |                                                        |                                                      |                                                                    |                                                                    |                                                              |                                                              |                                                            |                                                     |                                                     |                                                                  |                                                                  |                                                                          |                                                                          |                                                                                    |                                                                                    |                                                                           |                                                                           |                                                                           |                                                       |                                                                   |                                                                   |                                                                       |                                                                       | | |                                                                                  |                                                                                  |                                                                                 |                                                                       |                                                                       |
|                                                   |                                                   | | |                                                        |                                                        |                                                      |                                                                    |                                                                    |                                                              |                                                              |                                                            |                                                     |                                                     |                                                                  |                                                                  |                                                                          |                                                                          |                                                                                    |                                                                                    |                                                                           |                                                                           |                                                                           |                                                       |                                                                   |                                                                   |                                                                       |                                                                       | | |                                                                                  |                                                                                  |                                                                                 |                                                                       |                                                                       |
| Carafa dei Conti di Airola (est. XVI secolo)      | Carafa dei Conti di Airola (est. XVI secolo)      | Carafa dei Conti di Ruvo, poi anche Duchi d'Andria e di Castel del Monte (dal XVI secolo) ⬤ vivente | Carafa dei Conti di Ruvo, poi anche Duchi d'Andria e di Castel del Monte (dal XVI secolo) ⬤ vivente |                                                        |                                                        |                                                      | Carafa dei Conti di Marigliano e Duchi di Ariano (est. XVI secolo) | Carafa dei Conti di Marigliano e Duchi di Ariano (est. XVI secolo) |                                                              |                                                              |                                                            | Carafa dei Signori di Regino (est. XVI-XVII secolo) | Carafa dei Signori di Regino (est. XVI-XVII secolo) |                                                                  |                                                                  |                                                                          |                                                                          | Linea di Antonio di Malizia                                                        | Linea di Antonio di Malizia                                                        |                                                                           |                                                                           |                                                                           |                                                       | Carafa dei Duchi di Nocera e Conti di Soriano Calabro (est. 1648) | Carafa dei Duchi di Nocera e Conti di Soriano Calabro (est. 1648) |                                                                       |                                                                       | | | Carafa dei Conti di Maddaloni e Cerreto                                          | Carafa dei Conti di Maddaloni e Cerreto                                          |                                                                                 |                                                                       |                                                                       |
|                                                   |                                                   | | |                                                        |                                                        |                                                      |                                                                    |                                                                    |                                                              |                                                              |                                                            |                                                     |                                                     |                                                                  |                                                                  |                                                                          |                                                                          |                                                                                    |                                                                                    |                                                                           |                                                                           |                                                                           |                                                       |                                                                   |                                                                   |                                                                       |                                                                       | | |                                                                                  |                                                                                  |                                                                                 |                                                                       |                                                                       |
|                                                   |                                                   | | |                                                        |                                                        |                                                      |                                                                    |                                                                    |                                                              |                                                              |                                                            |                                                     |                                                     |                                                                  |                                                                  |                                                                          |                                                                          |                                                                                    |                                                                                    |                                                                           |                                                                           |                                                                           |                                                       |                                                                   |                                                                   |                                                                       |                                                                       | | |                                                                                  |                                                                                  |                                                                                 |                                                                       |                                                                       |
| Carafa dei Marchesi di Bitetto (est. XVII secolo) | Carafa dei Marchesi di Bitetto (est. XVII secolo) | Carafa dei Marchesi di Sant'Eramo (est. XVII secolo: linea femminile)                               | Carafa dei Marchesi di Sant'Eramo (est. XVII secolo: linea femminile)                               | Carafa dei Signori di Marignanello (est. XVIII secolo) | Carafa dei Signori di Marignanello (est. XVIII secolo) | Carafa dei Duchi di Cercemaggiore (est. XVII secolo) | Carafa dei Duchi di Cercemaggiore (est. XVII secolo)               | Carafa dei Conti di Monte Calvo (est. XIX secolo)                  | Carafa dei Conti di Monte Calvo (est. XIX secolo)            | Carafa dei Duchi di Campora e di Jelsi (est. XVIII secolo)   | Carafa dei Duchi di Campora e di Jelsi (est. XVIII secolo) | Carafa dei Principi di Chiusano (est. XVIII secolo) | Carafa dei Principi di Chiusano (est. XVIII secolo) | Carafa dei Signori di Cusano e Marchesi di Montenero (est. 1633) | Carafa dei Signori di Cusano e Marchesi di Montenero (est. 1633) | Carafa dei Marchesi di San Lucido (est. XVII secolo: in linea femminile) | Carafa dei Marchesi di San Lucido (est. XVII secolo: in linea femminile) | Carafa dei Signori di Cercepiccola e Duchi di Jelsi (est. 1727: in linea maschile) | Carafa dei Signori di Cercepiccola e Duchi di Jelsi (est. 1727: in linea maschile) | Carafa dei Principi di Stigliano e Duchi di Mondragone (est. XVII secolo) | Carafa dei Principi di Stigliano e Duchi di Mondragone (est. XVII secolo) | Carafa dei Duchi di Noja e di Bojano (est. XX secolo)                     | Carafa dei Duchi di Noja e di Bojano (est. XX secolo) | Carafa dei Duchi di Cancellara (est. 1673: in linea maschile)     | Carafa dei Duchi di Cancellara (est. 1673: in linea maschile)     | Carafa dei Principi di Belvedere e Marchesi di Anzi (est. XIX secolo) | Carafa dei Principi di Belvedere e Marchesi di Anzi (est. XIX secolo) | Carafa dei Duchi di Maddaloni (1ª casa) e di Frosolone e Marchesi di Baranello (est. XVIII secolo) | Carafa dei Duchi di Maddaloni (1ª casa) e di Frosolone e Marchesi di Baranello (est. XVIII secolo) | Carafa dei Signori di Sesto e Principi di Colobraro (1ª casa) (est. XVII secolo) | Carafa dei Signori di Sesto e Principi di Colobraro (1ª casa) (est. XVII secolo) | Carafa dei Conti di Montorio e Marchesi di Cave (est. 1584)                     | Carafa dei Conti di Montorio e Marchesi di Cave (est. 1584)           |                                                                       |
|                                                   |                                                   | | |                                                        |                                                        |                                                      |                                                                    |                                                                    |                                                              |                                                              |                                                            |                                                     |                                                     |                                                                  |                                                                  |                                                                          |                                                                          |                                                                                    |                                                                                    |                                                                           |                                                                           |                                                                           |                                                       |                                                                   |                                                                   |                                                                       |                                                                       | | |                                                                                  |                                                                                  |                                                                                 |                                                                       |                                                                       |
|                                                   |                                                   | | |                                                        |                                                        |                                                      |                                                                    |                                                                    |                                                              |                                                              |                                                            |                                                     |                                                     |                                                                  |                                                                  |                                                                          |                                                                          |                                                                                    |                                                                                    |                                                                           |                                                                           |                                                                           |                                                       |                                                                   |                                                                   |                                                                       |                                                                       | | |                                                                                  |                                                                                  |                                                                                 |                                                                       |                                                                       |
|                                                   |                                                   | | |                                                        |                                                        |                                                      | Carafa dei Signori e Principi di Sepino (est. XVII secolo)         | Carafa dei Signori e Principi di Sepino (est. XVII secolo)         | Carafa dei Baroni e Duchi di Campolieto (est. 1691)          | Carafa dei Baroni e Duchi di Campolieto (est. 1691)          |                                                            | Carafa dei Principi di Avella (est. 1780)           | Carafa dei Principi di Avella (est. 1780)           |                                                                  |                                                                  |                                                                          | Carafa dei Duchi di Laurino (est. 1686: in linea maschile)               | Carafa dei Duchi di Laurino (est. 1686: in linea maschile)                         | Carafa dei Marchesi di Polignano                                                   | Carafa dei Marchesi di Polignano                                          | Carafa dei Duchi di Maddaloni (2ª casa) e Principi di Colobraro (2ª casa) | Carafa dei Duchi di Maddaloni (2ª casa) e Principi di Colobraro (2ª casa) | Carafa dei Conti di Morcone                           | Carafa dei Conti di Morcone                                       |                                                                   | Carafa dei Duchi di Maierà (est. 1718)                                | Carafa dei Duchi di Maierà (est. 1718)                                | | |                                                                                  | Carafa dei Signori e Baroni di Sant'Angelo a Scala (est. 1672: linea femminile)  | Carafa dei Signori e Baroni di Sant'Angelo a Scala (est. 1672: linea femminile) | Carafa dei Baroni di Stiffe e Duchi di Castelnuovo (est. XVII secolo) | Carafa dei Baroni di Stiffe e Duchi di Castelnuovo (est. XVII secolo) |
|                                                   |                                                   | | |                                                        |                                                        |                                                      |                                                                    |                                                                    |                                                              |                                                              |                                                            |                                                     |                                                     |                                                                  |                                                                  |                                                                          |                                                                          |                                                                                    |                                                                                    |                                                                           |                                                                           |                                                                           |                                                       |                                                                   |                                                                   |                                                                       |                                                                       | | |                                                                                  |                                                                                  |                                                                                 |                                                                       |                                                                       |
|                                                   |                                                   | | |                                                        |                                                        |                                                      |                                                                    |                                                                    |                                                              |                                                              |                                                            |                                                     |                                                     |                                                                  |                                                                  |                                                                          |                                                                          |                                                                                    |                                                                                    |                                                                           |                                                                           |                                                                           |                                                       |                                                                   |                                                                   |                                                                       |                                                                       | | |                                                                                  |                                                                                  |                                                                                 |                                                                       |                                                                       |
|                                                   |                                                   | | |                                                        |                                                        |                                                      |                                                                    |                                                                    | Carafa dei Baroni e Marchesi di Tortorella (est. XIX secolo) | Carafa dei Baroni e Marchesi di Tortorella (est. XIX secolo) |                                                            |                                                     |                                                     |                                                                  |                                                                  |                                                                          | Carafa dei Principi di San Lorenzo (est. 1917: in linea maschile)        | Carafa dei Principi di San Lorenzo (est. 1917: in linea maschile)                  |                                                                                    |                                                                           |                                                                           |                                                                           |                                                       |                                                                   |                                                                   |                                                                       |                                                                       | | |                                                                                  |                                                                                  |                                                                                 |                                                                       |                                                                       |

## Il ramo marchigiano
Le prime notizie della presenza della famiglia Caraffa nelle Marche risalgono alla seconda metà del XVI secolo, quando uno dei rami della famiglia fu esiliato "per ragioni di Stato"  dallo zio Gian Pietro Caraffa, papa Paolo IV, nel castello di Montalto, circondario di Camerino, con assegnazione di beni e possedimenti.
Dagli atti ufficiali, religiosi e civili, risulta per i Caraffa del Castello di Montalto l’appellativo di Dominus o Don per i maschi e Domina o Donna per le femmine .
- Angelo (1651-1738) è Ufficiale della Venerabile Compagnia del SS.mo Sacramento del Castello di Montalto.
- Amico (1690-1747) è Priore della Chiesa di San Paolo nel Castello di Borgiano
- Giuseppe Antonio Caraffa (1737-1815), è avvocato, dottore in utroque iure, conte palatino e cavaliere della Milizia Aurata - Ordine dello Speron d'Oro[46]. Desiderio dei Marchesi Spreti, governatore generale del Ducato di Camerino, lo nomina suo rappresentante al Consiglio generale della città. Successivamente fu uno dei principali attori della prima Repubblica Romana, quale prefetto consolare nel territorio di Camerino.
- Francesco (1772-1861) è Procuratore della Signoria di Beldiletto [47], con tutte le prerogative attribuite ai ministri camerali.
- Felice Ottavio Caraffa (1831-1918), filosofo, ingegnere e architetto. È Ufficiale dell'Ordine dei Santi Maurizio e Lazzaro [48] e Commendatore dell'Ordine della Corona d'Italia[49]. Ingegnere Capo della Giunta Liquidatrice dell'Asse Ecclesiastico (1873), Regio Economo Generale dei Benefici Vacanti per le Provincie Venete (1887), è l'autore de "Il nuovo Catasto del Regno d'Italia" ed è annoverato nel "Dictionnaire International des écrivains du monde latin". Nel 1906 acquista il palazzo gentilizio di Tolentino dalla famiglia Costaroli, trasferendovi la famiglia.

A Tolentino i Caraffa svolgono un ruolo importante come una delle principali famiglie della Città, ricoprendo anche cariche amministrative e politiche.
- Tito[50] (1859-1930), avvocato, è il fondatore dell'azienda agraria Caraffa, improntata alle migliorie ed alle innovazioni.
- Tullio Felice (1894-1962), dottore in giurisprudenza, cavaliere dell'Ordine della Corona d'Italia[51] , croce di guerra al valor militare, è tra l'altro uno dei fondatori dell'Unione Sportiva Tolentino, presidente della allora neonata azienda elettrica della città e artefice della trasformazione delle fonti di Santa Lucia in una stazione termale e turistica. Una lapide all'interno della Basilica di San Nicola da Tolentino, lo annovera fra i benefattori della stessa.

## Palazzi ed altri edifici
Questo che segue è un elenco parziale dei principali possedimenti edilizi e dimore della famiglia Carafa. Include gli edifici costruiti proprio su commissione dei Carafa, ma anche quelli che furono ereditati successivamente da questa famiglia e costruiti in precedenza da altri.
| Immagine       | Nome                                                                                            | Costruzione | Restauri/modifiche | Curiosità | Località                | N.             |                |
| Edifici civili | Edifici civili                                                                                  | Edifici civili | Edifici civili | Edifici civili | Edifici civili          | Edifici civili | Edifici civili |
| Campania       | Campania                                                                                        | Campania | Campania | Campania | Campania                | Campania       | Campania       |
| -------------- | ----------------------------------------------------------------------------------------------- | --- | --- | --- | ----------------------- | -------------- | -------------- |
|                | Palazzo Carafa d'Andria                                                                         | L'originale fu costruito agli inizi del XV secolo. | Nel XVI secolo, passato alla Confraternita del Monte di Pietà, venne rifatto dall'architetto Giovanni Francesco Mormando secondo lo stile del Rinascimento. Dal XVII al XIX secolo subì notevoli alterazioni e modifiche e venne aggiunto un ulteriore piano. | Il Palazzo oggi ospita la sede dell'Istituto Tecnico Femminile "Elena di Savoia". | Napoli, Italia          |                |                |
|                | Palazzo Diomede Carafa (anche detto Palazzo Santangelo o Palazzo Santangelo-Carafa)             | Fu costruito nel XV secolo per volere di Diomede I Carafa, conte di Maddaloni. Fu probabilmente costruito su un edificio più antico, sempre appartenente alla famiglia Carafa.                                                                                                 | Dopo il passaggio di proprietà, fu restaurato dal ramo dei Carafa dei Principi di Colobraro. | Dal ramo di Maddaloni, passò a quello dei Carafa di Colobraro. Nel 1796 morì Faustina Pignatelli, moglie del Principe di Colobraro, ed iniziò il degrado fino al 1815, quando venne acquistato dal ricco avvocato Francesco Santangelo e trasformato in museo. In esso era custodita la bronzea Testa di Cavallo di Donatello, oggi al MANN e qui sostituita da una copia. | Napoli, Italia          |                |                |
|                | Palazzo Carafa di Montorio                                                                      | Fu costruito alla fine del XV secolo dalla famiglia Carafa dei Conti di Montorio al Vomano ed attribuito all'architetto Giovanni Francesco Mormando. | Nel XVI secolo, per volere del cardinale Alfonso Carafa, venne rifatto dall'architetto Giovanni Francesco Di Palma secondo lo stile del Rinascimento e le sale affrescate. | Nel 1943 venne danneggiato dalla drammatica esplosione della motonave Caterina Costa, poi nel 1944 fu coinvolto in un incendio e infine fu colpito dal terremoto del 1980. Dopo decenni di degrado, è attualmente oggetto di lavori di recupero. | Napoli, Italia          |                |                |
|                | Palazzo Carafa di Santa Severina (anche detto Palazzo Carafa della Spina a Pizzofalcone)        | Fu costruito agli inizi del XVI secolo per volere del condottiero Andrea Carafa, conte di Santa Severina. | Ormai militarizzato, nel XVII secolo fu costruito il militare Gran Quartiere di Pizzofalcone dove allora sorgevano i giardini del Palazzo. | Passò successivamente alla famiglia Loffredo, poi fu acquistata per la Corona dal viceré Iñigo Vélez de Guevara, VIII conte d'Oñate, e divenne sede delle truppe spagnole. Dal 1808 ospitò la Biblioteca Militare e l'Ufficio Topografico del Regno delle Due Sicilie. Dopo l'Unità d'Italia diventò Archivio Militare ed oggi ospita la Sezione Militare dell'Archivio di Stato di Napoli. | Napoli, Italia          |                |                |
|                | Palazzo Carafa di Maddaloni (già Palazzo D'Avalos)                                              | Fu costruito alla fine del XVI secolo per volere del marchese Cesare d'Avalos. | Lavori di ristrutturazione e di abbellimento vennero affidati all'architetto Cosimo Fanzago per volere di Don Diomede V Carafa, V duca di Maddaloni e VIII conte di Cerreto; essi si protrassero fin oltre il 1710 e videro coinvolti anche il marmoraro Pietro Sanbarberio e i pittori Micco Spadaro, Giacomo del Pò, Francesco Di Maria. Dal 1766 al 1770 furono intrapresi nuovi lavori decorativi ed altri ambienti furono affrescati da Fedele Fischetti. Ad inizio XIX secolo furono effettuate ulteriori modifiche strutturali. Nella II Guerra Mondiale fu in parte gravemente danneggiato da bombardamenti e restaurato senza criterio. Ancora danneggiato nel terremoto del 1980, venne attuato un restauro durato più di 30 anni. | Il Palazzo passò a diversi acquirenti, poi giunse nella prima metà del XVII secolo nelle mani del banchiere fiammingo Gaspare Roomer che infine la vendette alla famiglia Carafa intorno al 1650 in cambio della loro Villa Bisignano a Barra. Nel 1806, indebitati, furono costretti a vendere e il Palazzo, frazionato, passò man mano a molti e vari nobili. Qui ebbe sede la Suprema Corte di Giustizia e vi visse, tra gli altri, il sindaco Luigi Miraglia. Oggi è adibito ad uso residenziale.                                     | Napoli, Italia          |                |                |
|                | Palazzo Carafa di Nocera (anche detto Palazzo Falanga e Montuori)                               | Fu costruito nel XVI secolo per volere di Don Ferdinando II Carafa, IV duca di Nocera, su progetto dell'architetto Gabriele d'Agnolo. | Le famiglie dei negozianti Falanga e Montuori, nuovi proprietari, affidarono il restauro del Palazzo all'architetto De Leva, che cancellò i tratti rinascimentali dell'edificio. | Il Palazzo alla fine del XVII secolo passò alla famiglia Costanzo e poi ai Caracciolo di Villa. In seguito a un periodo di abbandono, nel 1806 con l'avvento dei Francesi divenne sede della Prefettura di Polizia fino a quando non fu completato Palazzo San Giacomo nel 1825. Venne in seguito acquistato dalle famiglie dei negozianti Falanga e Montuori. Il Palazzo oggi è adibito ad uso residenziale. | Napoli, Italia          |                |                |
|                | Palazzo Carafa di Belvedere                                                                     | Fu costruito nel XVI secolo dalla famiglia Carafa dei Principi di Belvedere, ma non fu mai completato da loro. | Il Palazzo non fu mai completato dai Carafa, in quanto il principe Carlo Carafa di Belvedere sposò Elisabetta van den Eynde, figlia del magnate Ferdinando van den Eynde, ed ebbe in dote dalla moglie Villa Belvedere al Vomero, dove si trasferì. | Nel 1830 il Palazzo venne acquistato da Don Giuseppe Sorge, che lo volle completare a proprie spese in occasione delle sue nozze. Il Palazzo non è più esistente, poiché andò quasi completamente distrutto durante i bombardamenti della Seconda Guerra Mondiale. | Non più esistente       |                |                |
|                | Palazzo Carafa della Spina (una volta anche detto Palazzo di Fabrizio Carafa)                   | Fu costruito alla fine del XVI secolo per volere di Don Fabrizio Carafa della Spina, principe di Butera e Roccella, che acquistò e demolì un Palazzo appartenente ad Andrea Matteo IV Acquaviva d'Aragona. Il disegno fu probabilmente opera dell'architetto Domenico Fontana. | Il Palazzo venne restaurato nel XVIII secolo e venne rifatto ex novo anche il sontuoso portale d'ingresso, secondo alcuni opera di Martino Buonocore o di Ferdinando Sanfelice. | Il Palazzo oggi è adibito ad uso residenziale. | Napoli, Italia          |                |                |
|                | Palazzo Cellammare (o Palazzo Cellamare; in passato anche detto brevemente Palazzo Francavilla) | Fu costruito nel XVI secolo per volere dell'abate Giovanni Francesco Carafa. | Successivamente, nel 1531, Luigi Carafa incaricò l'architetto Ferdinando Manlio di restaurare completamente l'edificio. Dal 1668 al 1670 l'architetto Francesco Antonio Picchiatti effettuò alcuni lavori interni di ammodernamento, avendovi lavorato già prima, nel 1651, con l'edificazione dello scalone monumentale, poi demolito per essere sostituito da un altro di Giovanni Battista Manni. Il portale monumentale, che conduce allo scalone, è opera di Ferdinando Fuga. La Cappella della Vergine del 1727 è invece opera di Giovan Battista Nauclerio. | Il Palazzo fu saccheggiato durante la rivolta di Masaniello nel 1647, poi funse da lazzaretto durante l'epidemia di peste del 1656 e nel 1689 divenne proprietà dello Stato. Nel XVIII secolo venne poi acquistato da Antonio del Giudice, principe di Cellamare, e successivamente passò a Michele Imperiali, principe di Francavilla; sotto quest'ultimo il Palazzo raccolse un raffinato salotto, tra i cui ospiti si ricorda l'amico Giacomo Casanova. Infine, qui vi visse e morì suicida nel 1959 il matematico Renato Caccioppoli. | Napoli, Italia          |                |                |
|                | Palazzo Carafa di Roccella (oggi denominato Palazzo delle Arti di Napoli)                       | Fu costruito nel XVII secolo dalla famiglia Di Sangro. | Nel XVIII secolo I Carafa dei Principi di Roccella attuarono una ristrutturazione che fu affidata all'architetto locale Luca Vecchione, ma i lavori si protrassero per lungo tempo e solo nel 1842 fu completata la facciata in stile neoclassico. Nel XIX secolo assunse l'aspetto odierno con l'aggiunta del terzo piano, dell'atrio scoperto e dal patio sul giardino. Dopo lunghi anni di abbandono, nel 1964 l'imprenditore Mario Ottieri tentò di demolirlo, fortunatamente invano. Un recente restauro, costato 20 milioni di € è terminato nel 2004. | Il Palazzo venne donato dal proprietario Francesco di Sangro, principe di Sansevero, al cognato Don Giuseppe Carafa, che aveva sposato sua sorella Antonia di Sangro. Poi passò al ramo Carafa dei Principi di Roccella. Ippolita Cantelmo Stuart, moglie del principe Vincenzo III Carafa, vi animò un famoso salotto letterario. Di proprietà dello Stato Italiano, è oggi sede del PAN. | Napoli, Italia          |                |                |
|                | Palazzo Carafa di Noja                                                                          | Non si hanno notizie né riguardo all'epoca di costruzione né riguardo al committente del palazzo. Si può ipotizzare la sua erezione nella prima metà del XVII secolo. | I Carafa di Noja attuarono nei primi decenni del XIX secolo un profondo rifacimento del doppio edificio in stile neoclassico e ricostruirono un nuovo villino in fondo al giardino, secondo la moda neo-pompeiana dell'epoca. | Nel XVIII secolo divenne proprietà del ramo Carafa dei Duchi di Noja, testimonianza ne è lo stemma affrescato sull'androne. Nella seconda metà del XIX secolo i Carafa vendettero il Palazzo, dando il via al processo di frazionamento che lo rende tuttora un condominio privato e dunque non visitabile. | Napoli, Italia          |                |                |
|                | Palazzo Carafa di Policastro (oggi noto come Palazzo Caracciolo di Torella)                     | Fu costruito nel XVIII secolo dai Carafa dei Duchi di Forlì e Conti di Policastro. | | Dai Carafa passò successivamente ai Caracciolo dei Principi di Torella. In un salone del piano nobile si conserva un soffitto affrescato da Fedele Fischetti, in un altro dei dipinti sovrapporta di Giacinto Diano. Oggi è frazionato e adibito a condominio di prestigio. | Napoli, Italia          |                |                |
|                | Villa Carafa di Belvedere (o semplicemente Villa Belvedere; già Palazzo Vandeneynde)            | Fu costruita alla fine del XVII secolo dall'architetto Fra' Bonaventura Presti, per volere del magnate italo-fiammingo Ferdinando van den Eynde, I marchese di Castelnuovo. | Ulteriori modifiche vennero attuate dai Carafa e nel XIX secolo. Vi si trovano affreschi, ad esempio, di Luca Giordano. | La Villa passò ai Carafa tramite il matrimonio di Elisabetta van den Eynde, figlia del marchese Ferdinando van den Eynde, che sposò Don Carlo Carafa, principe di Belvedere, portando in dote la Villa. | Napoli, Italia          |                |                |
|                | Villa Carafa d'Andria de Cillis (già Palazzo de Cillis)                                         | L'originale fu costruito alla fine del XVIII secolo dalla famiglia De Cillis. | Dell'originale edificio sopravvivono oggi solo le cantine interrate nella roccia lavica e un pozzo rustico. L'attuale Villa è quella voluta dalla marchesa Eleonora Carafa d'Andria, maritata de Cillis, che nel 1918 la trasformò in residenza estiva in stile neoclassico-liberty. | Nel XX secolo fu un salotto d'incontro per le famiglie nobili napoletane. Morta la Marchesa nel 1973, iniziò un lungo declino che portò a decadimento e furti, diventando anche un asilo-scuola elementare, fino a quando nel 2013 iniziarono lavori di restauro e ripristino ed oggi è sede di un B&B. | Torre del Greco, Italia |                |                |
| Calabria       |                                                                                                 | | | |                         |                |                |
|                | Castello di Roccella Ionica (anche detto Palazzo Carafa)                                        | | | | Roccella Ionica, Italia |                |                |
|                | Castello di Santa Severina (anche detto Castello Carafa o Castello di Roberto il Guiscardo)     | Fu costruito nell'XI secolo per volere di Roberto il Guiscardo, della stirpe normanna degli Altavilla. | Agli Angioini è attribuito il merito di aver ammodernato il Castello: costruirono i torrioni cilindrici e le quattro cortine murarie che delimitano il mastio. Con l'avvento di Andrea Carafa il Castello subì una delle più imponenti opere di ammodernamento, di gran lunga superiore a quella degli Angioini. Anche i Grutther intervennero sul castello, che divenne una vera e propria residenza signorile. Dal 1994 al 1998 è stato sottoposto ad un attento e meticoloso restauro. | Dopo i Normanni, giunsero gli Angioini, poi gli Aragonesi. Dagli inizi del XVI secolo ne entrarono in possesso i Carafa, per poi tornare in mano alla Corte Reale. Nel XVII secolo passò ai Ruffo, poi lo acquistò la famiglia Sculco, ed infine passò alla famiglia Grutther, che lo tenne fino al 1806. Oggi il Castello è visitabile ed è sede del Museo Archeologico, del Centro di Documentazione Studi Castelli e Fortificazioni Calabresi, e del Museo di Arte Contemporanea (MACSS)                                               | Santa Severina, Italia  |                |                |
| Puglia         |                                                                                                 | | | |                         |                |                |
|                | Castel del Monte (anticamente detto Castello di Santa Maria del Monte)                          | Il Castello fu costruito nel XIII secolo dal celebre Federico II di Svevia, imperatore del Sacro Romano Impero e re di Sicilia. | Nel 1528 a causa di una spedizione dei Francesi nel Regno di Napoli, il Castello fu devastato e bombardato. Passato ai Carafa, dal XVIII secolo seguì un lungo periodo d'abbandono e venne spogliato degli arredi e delle decorazioni di marmo. Divenuto proprietà di Stato, iniziarono i lavori di restauro dal 1879, poi dal 1928 e nuovamente tra il 1975 e il 1981. | Fu raramente adibito a feste e fra queste nel 1246 si ricordano le nozze di Violante di Svevia con Riccardo Sanseverino, conte di Caserta. Funse anche da carcere. Fu acquistato nel 1552 dalla famiglia Carafa, che lo usarono come luogo di villeggiatura e vi impiantarono una panetteria con mulino e un forno, ma poi subì un lungo periodo di degrado fino al 1876, quando venne acquistato dallo Stato Italiano. Dal 1996 è inserito dall'UNESCO nella lista dei Patrimoni dell'Umanità.                                           | Andria, Italia          |                |                |